# Kobiety pocieszycielki
„Kobiety pocieszycielki” (ja. 慰安婦, ianfu, kor. 위안부, wianbu, ang. Comfort Women) – eufemistyczne określenie stosowane w odniesieniu do kobiet i dziewcząt różnej narodowości, które zostały zwerbowane podstępem lub pod przymusem do pracy w wojskowych domach publicznych organizowanych w latach 1932–1945 na potrzeby sił zbrojnych Cesarstwa Japonii. Większość badaczy uznaje „pocieszycielki” za ofiary niewolnictwa seksualnego. 
Pierwsze „ośrodki pocieszycielskie” (ja. ianjo) powstały na początku lat 30. w okupowanej Mandżurii lub w Szanghaju. Proceder ich tworzenia gwałtownie przyspieszył po rozpoczęciu japońskiej inwazji na Chiny w 1937 roku i był kontynuowany wraz z rozszerzaniem się działań wojennych na pozostałe obszary Azji i Pacyfiku. Japońscy przywódcy wojskowi postrzegali „ośrodki pocieszycielskie” jako przedłużenie funkcjonującego w Japonii systemu licencjonowanej prostytucji. Liczyli, że poprzez zapewnienie żołnierzom i marynarzom regulowanego dostępu do usług „pocieszycielek” podniosą ich morale, ograniczą skalę dokonywanych przez nich gwałtów, a także zapobiegną szerzeniu się chorób wenerycznych. Do werbunku kobiet i prowadzenia „ośrodków pocieszycielskich” Cesarska Armia Japońska oraz Cesarska Marynarka Wojenna często angażowały cywilnych pośredników, jednak nierzadko same angażowały się w sposób bezpośredni. Jednocześnie wojsko wydawało instrukcje i regulacje dotyczące funkcjonowania ianjo, zapewniało budynki i lokale na ich potrzeby, zajmowało się transportem kobiet, oraz organizowało dostawy żywności i środków higienicznych.
Nie sposób określić, ile kobiet i dziewcząt zostało zmuszonych przez Japończyków do pracy w wojskowych domach publicznych. Historycy japońscy, koreańscy i zachodni zazwyczaj szacują ich liczbę na od 50 tys. do 200 tys. Oceniają ponadto, że zdecydowaną większość „pocieszycielek” stanowiły Koreanki, aczkolwiek były wśród nich także kobiety z Tajwanu, Chin, Filipin, Holenderskich Indii Wschodnich, Malajów, Birmy, Indochin Francuskich, jak i pewna liczba kobiet japońskich. Z kolei według badaczy chińskich liczba „pocieszycielek” sięgnęła około 400 tys., z czego co najmniej połowę stanowić miały Chinki.
Większość historyków, prawników i aktywistów uznaje „pocieszycielki” za ofiary niewolnictwa seksualnego. Niemniej warunki ich życia oraz stopień przemocy, której doświadczały, nie były jednakowe i zazwyczaj zależały od czynników geograficznych i chronologicznych, a także od ich narodowości.
Historia „pocieszycielek” stała się przedmiotem szerszej debaty dopiero po zakończeniu zimnej wojny. Obecnie stanowi – obok masakry nankińskiej – najbardziej znaną japońską zbrodnię wojenną. Mimo kilkukrotnego wystosowania przez Japonię oficjalnych przeprosin, pozostaje jednym z głównych punktów spornych w jej relacjach z Koreą Południową i innymi państwami azjatyckimi.

## Nazewnictwo
Podczas wojny na Pacyfiku w odniesieniu do kobiet zmuszanych do prostytucji w wojskowych domach publicznych japońskie czynniki oficjalne używały określenia ianfu (jap. 慰安婦, ang. Comfort Women, pol. „kobiety pocieszycielki”). Termin ten, mimo iż będący eufemizmem, stał się powszechnie używany przez badaczy i aktywistów. Spotkało się to jednak z krytyką ze strony niektórych ocalałych, które wskazywały, że zaciera on prawdę o gwałtach i niewolnictwie seksualnym, których padły ofiarą.
W japońskiej armii operowano także innymi nazwami, takimi jak: „specjalny personel” (tokuyō-in), „pluton specjalny” (tokushu shōtai), „dziewczęce wojsko” (jōshigun), „kelnerki” (shakufu), „specjalne pocieszycielki” (tokushu ianfu) czy „wojskowy ładunek” (heitan busshi). Ta ostatnia była używana w wojskowych dokumentach przewozowych. W żołnierskim slangu funkcjonowały także wulgarne i dehumanizujące określenia, takie jak pi, będące zapożyczonym z języka chińskiego slangowym określeniem kobiecych narządów rodnych, czy kyōdō benjo („publiczna latryna”). To ostatnie miało szersze korzenie społeczno-kulturowe, gdyż mianem „higienicznych toalet publicznych” niekiedy określano w Japonii licencjonowane domy publiczne.
Po wojnie, prawdopodobnie od lat 70., w Japonii zaczęto używać określenia „podążające za wojskiem pocieszycielki” (jūgun ianfu). Było ono jednak krytykowane zarówno przez zwolenników ruchu zadośćuczynienia, wskazujących, że może ono sugerować, iż „pocieszycielki” dobrowolnie parały się prostytucją, jak i środowiska prawicowe i nacjonalistyczne, które sprzeciwiały się użyciu słowa „podążające za wojskiem” (jūgun) – jako sugerującego oficjalny związek z Cesarską Armią Japońską.
W Korei Południowej ofiary są określane mianem wianbu (위안부), będącym dosłownym tłumaczeniem japońskiego ianfu. W raporcie rządowym z 1992 roku użyto określenia ilcheha kundae wianbu, które może być tłumaczone jako „wojskowe pocieszycielki pod rządami Cesarstwa Japonii”. Organizacje pozarządowe zajmujące się tą problematyką promują jednak przede wszystkim określenie chŏngsindae. Jest ono koreańską artykulacją japońskiego słowa Teishin-tai, oznaczającego „korpus ochotniczy”. Nawiązuje do utworzonego w 1944 roku Kobiecego Ochotniczego Korpusu Służby Pracy (ja. Joshi Rōdō Teishin-tai) oraz funkcjonujących wcześniej grup i organizacji, które mobilizowały kobiety do pracy na rzecz japońskiego wysiłku wojennego, a które według rozpowszechnionej w Korei opinii – zasadniczo nie mającej jednak pokrycia w faktach historycznych – miały odgrywać kluczową rolę w przymusowym werbunku Koreanek do pracy w wojskowych domach publicznych. Ponadto, w Korei Południowej, aby wyrazić szacunek i sympatię dla ocalałych, w bezpośrednim kontakcie zwraca się do nich określeniem halmŏni („babcie”), przy czym są one również określane grupowo jako chŏngsindae halmŏni lub (rzadziej) wianbu halmŏni.
Mianem „babć” ocalałe są także określane na Tajwanie i na Filipinach (odpowiednio Ama – w dialekcie hokkien i Lola – w języku tagalog).

## Tło historyczne
System „ośrodków pocieszycielskich” był głęboko zakorzeniony w tradycji legalnej prostytucji, która przez kilkaset lat funkcjonowała w Japonii. Pierwsza „dzielnica czerwonych latarni” powstała w Kioto już w 1589 roku, a w Edo – w 1617 roku. Po zakończeniu polityki izolacji osobne „dzielnice uciech” dla cudzoziemców utworzono w Tokio i Jokohamie. Z kolei po restauracji Meiji w Japonii ustanowiono system licencjonowanej prostytucji, wzorowany na zachodnim. Jego kluczowymi elementami były: rejestracja prostytutek, poddawanie ich obowiązkowym badaniom pod kątem chorób wenerycznych, wprowadzenie opłat licencyjnych dla sutenerów i prostytutek, delegalizacja nierejestrowanej prostytucji. W 1872 roku, aby poprawić międzynarodowy wizerunek Japonii, unieważniono kontrakty, które dotąd wiązały prostytutki z ich sutenerami, utrzymując je w niemal niewolniczym statusie. Niemniej większość kobiet, nie będąc w stanie znaleźć innego źródła utrzymania, wkrótce powróciła do „dzielnic czerwonych latarni” lub zaangażowała się w nierejestrowaną prostytucję. Jednocześnie, wraz z postępującą militaryzacją Japonii, domy publiczne licznie powstawały w miastach garnizonowych – przy pełnym wsparciu władz lokalnych.
W drugiej połowie XIX wieku Japonia zaczęła odgrywać istotną rolę w międzynarodowym handlu kobietami. W ostatnich latach siogunatu, a zwłaszcza po restauracji Meiji, znaczna liczba japońskich kobiet i dziewcząt trafiła do domów publicznych w Chinach, Azji Południowo-Wschodniej, na Rosyjskim Dalekim Wschodzie oraz w innych miejscach na obszarze Azji i Pacyfiku. Kobiety te określano eufemistycznie mianem karayuki-san („Podróżujące do Chin”). Pochodziły one najczęściej z dotkniętych ubóstwem wiejskich regionów wyspy Kiusiu. Niektóre dobrowolnie zdecydowały się na pracę seksualną, jednak wiele innych zostało wywiezionych podstępem, przymusem lub sprzedanych przez własne rodziny. Do 1910 roku liczba karayuki-san mogła sięgnąć nawet około 19–20 tys.
Pierwsze związki między karayuki-san a Cesarską Armią Japońską zadzierzgnęły się po wybuchu wojny rosyjsko-japońskiej. Wielu japońskich sutenerów, którzy prowadzili dotąd działalność we Władywostoku i innych miastach Rosyjskiego Dalekiego Wschodu, przeniosło się wtedy wraz ze swoimi pracownicami do południowej Mandżurii. Japońskie domy publiczne były tam odwiedzane zarówno przez japońskich żołnierzy, jak i cywilną klientelę różnej narodowości. Zaniepokojone rosnącą liczbą przypadków chorób wenerycznych, japońskie dowództwo wprowadziło w Mandżurii system licencji na prowadzenie domów publicznych oraz nakazało regularne kontrole stanu zdrowia prostytutek. W niektórych miastach odpowiedzialnością za wdrożenie tych zarządzeń obarczono Kempeitai. Tym samym powstały pierwsze zręby wojskowej kontroli nad domami publicznymi. Był to jednocześnie początek ekspansji japońskiego przemysłu seksualnego na obszarze północno-wschodnich Chin.
Kwestią zapewnienia żołnierzom uregulowanego dostępu do usług prostytutek japońskie kręgi wojskowe zainteresowały się ponownie podczas interwencji syberyjskiej w latach 1918–1922. Liczne gwałty i rabunki, których dopuścili się wtedy japońscy żołnierze, wzbudziły niepokój generalicji. Jednocześnie odnotowano, że w szeregach sił interwencyjnych na masową skalę szerzą się choroby weneryczne. Aby ograniczyć skalę tego problemu, Kempeitai nakazano przejąć częściową kontrolę nad domami publicznymi na Sachalinie, w szczególności wymuszając regularne badania medyczne pracownic. Na początku 1919 roku w Mandżurii i na Rosyjskim Dalekim Wschodzie mogło przebywać nawet około 5–6 tys. japońskich kobiet, w większości były to karayuki-san.
Począwszy od drugiej dekady XX wieku, na skutek wspólnych zabiegów japońskiego rządu i biznesu oraz działań podejmowanych przez rządy państw zachodnich, zjawisko karayuki-san zaczęło stopniowo zanikać. Jednocześnie – wraz z ograniczeniem zamorskiej prostytucji i postępującą japońską ekspansją w Azji Wschodniej – system japońskiej licencjonowanej prostytucji rozszerzył się na Koreę i południową Mandżurię. Po aneksji Korei przez Japonię w 1910 roku w rozsianych po Azji Wschodniej japońskich domach publicznych karayuki-san zaczęły być stopniowo zastępowane przez kobiety koreańskie.
Yuki Tanaka i C. Sarah Soh są zdania, że zjawisko karayuki-san – w tym zwłaszcza wybór kręgów społecznych, z których je rekrutowano, metody werbunku oraz kanały przemytu – posłużyło jako wzór dla późniejszych „ośrodków pocieszycielskich”. Ten pierwszy dodaje:

Jeszcze przed incydentem szanghajskim w 1932 roku w niektórych częściach Azji Wschodniej, w których funkcjonowały japońskie struktury rządowe, wojskowe i biznesowe, istniały już pewne zręby systemu „ośrodków pocieszycielskich”. Wystarczyło, by japońskie władze wojskowe przejęły nad nimi bezpośrednią kontrolę oraz stworzyły bardziej usystematyzowany i kompleksowy system wojskowego niewolnictwa seksualnego.

Tanaka wskazuje, że japońscy przywódcy wojskowi postrzegali system „ośrodków pocieszycielskich” jako rozszerzenie, a w zasadzie racjonalizację zjawiska karayuki-san. Zarówno on, jak i Soh, wskazują ponadto, że w oczach japońskiej generalicji „ośrodki pocieszycielskie” były jedynie przedłużeniem i wojskową odmianą licencjonowanej prostytucji.
Niemniej jednak, tym co odróżniało japońskie domy publiczne w Mandżurii, a także zjawisko karayuki-san, od późniejszych „ośrodków pocieszycielskich”, było to, że ich zakładanie i prowadzenie pozostawiono całkowicie w rękach cywilnych sutenerów. Ponadto, prawo do odwiedzania tych miejsc nie było ograniczone wyłącznie do japońskich wojskowych. Tym samym karayuki-san w nieco mniejszym stopniu były narażone na przemoc ze strony klientów. Nie groziła im ponadto śmierć w wyniku działań wojennych.

## Geneza

### Pierwsze „ośrodki pocieszycielskie”
Nie można z absolutną pewnością określić, kiedy powstał pierwszy wojskowy „ośrodek pocieszycielski” (ja. ianjo, ang. Comfort Station). Jest to po części rezultat celowego zniszczenia wielu japońskich dokumentów wojskowych, które nastąpiło latem 1945 roku, w okresie między ogłoszeniem zawieszenia broni a wylądowaniem wojsk alianckich na Wyspach Japońskich.
Niektórzy autorzy przypuszczają, że pierwsze ianjo powstały na początku lat 30., tuż po incydencie mukdeńskim w 1931 roku. C. Sarah Soh bazując m.in. na relacji jednej z ocalałych, podaje, że pierwszy z nich powstał w Mandżukuo w 1932 lub 1933 roku. Autorzy opracowania Chinese Comfort Women wskazują z kolei, że już na początku lat 30. w północno-wschodnich Chinach miały miejsce przypadki porywania kobiet i przetrzymywania ich w japońskich koszarach w charakterze niewolnic seksualnych.
Narodziny oficjalnego systemu przymusowej prostytucji najprawdopodobniej były jednak powiązane przede wszystkim z tzw. incydentem szanghajskim w 1932 roku. Podczas walk ulicznych, które przez blisko trzy miesiące toczyły się w Szanghaju, żołnierze japońscy dopuścili się licznych gwałtów na chińskich kobietach. Chcąc ograniczyć skalę tego problemu, a także zapobiec szerzeniu się chorób wenerycznych, japońskie władze wojskowe postanowiły zapewnić żołnierzom regulowany dostęp do usług prostytutek. Prawdopodobnie pierwsze wojskowe domy publiczne zostały utworzone w mieście z inicjatywy Cesarskiej Marynarki Wojennej. Powstały one częściowo na bazie już istniejących domów publicznych – prowadzonych przez Japończyków, licencjonowanych przez miejscowy japoński konsulat oraz zatrudniających karayuki-san.
Śladem marynarki wojennej już w marcu 1932 roku poszła Cesarska Armia Japońska. Zastępca szefa sztabu Szanghajskiej Armii Ekspedycyjnej, gen. Yasuji Okamura, oraz jego podwładny, gen. por. Nozaburo Okabe, powierzyli wtedy ppłk. Toshinoriemu Nagamiemu zadanie zorganizowania wojskowych domów publicznych. Jednocześnie Okamura zwrócił się do gubernatora prefektury Nagasaki o wysłanie do Szanghaju grupy zawodowych prostytutek. O tym, że działania generałów opierały się na pewnych historycznych doświadczeniach, świadczyć może fakt, że Nagasaki i jego okolice były tradycyjnym centrum rekrutacji karayuki-san. Dodatkowo, zarówno Okamura, jak i Okabe, jako młodzi oficerowie uczestniczyli w interwencji syberyjskiej, podczas której powstały zręby wojskowej kontroli nad domami publicznymi.
Według raportu japońskiego konsulatu generalnego pod koniec 1936 roku w Szanghaju funkcjonowało 10 japońskich domów publicznych, zatrudniających 102 Japonki i 29 Koreanek. Siedem z nich było przeznaczonych wyłącznie dla personelu Cesarskiej Marynarki Wojennej. Działały one pod nadzorem zarówno marynarki wojennej, jak i konsulatu.
Wraz z postępującą japońską ekspansją na terytorium Chin, zaczęto tworzyć „ośrodki pocieszycielskie” także w innych miejscach. W kwietniu 1933 roku, niedługo po tym, gdy Armia Kwantuńska zaatakowała prowincję Rehe, jej 14. Mieszana Brygada, która stacjonowała w Pingquan, zameldowała, że żołnierzom zakazano wstępu do tamtejszych domów publicznych ze względu na ryzyko zarażenia chorobami wenerycznymi. W zamian utworzono „Ośrodek Higieniczny ds. Zapobiegania Epidemiom”, w którym zatrudniono 35 Koreanek i trzy Japonki. Kobiety te były poddawane regularnym badaniom przez wojskowego lekarza, podczas gdy żołnierzom wydano ponad 15,5 tys. prezerwatyw i poinstruowano ich o sposobach dezynfekcji po wizytach w „ośrodku”. Choć w oficjalnych raportach nie użyto nazwy ianjo, bez wątpienia „ośrodek” był wojskowym domem publicznym. Istnieją przy tym przesłanki wskazujące, że liczba ianjo, które powstały w tym czasie w okupowanej przez Japonię północno-wschodniej części Chin, mogła być większa.

### Narodziny systemu
W lipcu 1937 roku, po tzw. incydencie na moście Marco Polo, Japonia rozpoczęła pełnoskalową wojnę z Chinami. Od tego momentu tworzenie wojskowych domów publicznych stało się elementem oficjalnej polityki państwa japońskiego, a rekrutacja „pocieszycielek” – zarówno dobrowolna, jak i przymusowa – nabrała masowego charakteru. Katalizatorem tego procesu stała się w szczególności masakra nankińska, podczas której japońscy żołnierze dopuścili się tysięcy gwałtów na chińskich kobietach i dziewczynkach. Już w grudniu 1937 roku dowództwo japońskiej Armii Środkowochińskiej poinstruowało dowódców poszczególnych związków operacyjnych o konieczności utworzenia „ośrodków pocieszycielskich”, aby zapobiec masowym gwałtom.
W ciągu następnych kilku tygodni niektóre japońskie jednostki wojskowe, które walczyły w środkowo-wschodnich Chinach, zameldowały o utworzeniu ianjo. Z zachowanej japońskiej dokumentacji wynika, że początkowo zatrudniano w nich chińskie kobiety. Stosowane były przy tym różnorodne metody ich werbunku, w tym prawdopodobnie bezpośredni przymus. W Nankinie przy organizacji „ośrodków pocieszycielskich” pomogli nawet amerykańscy misjonarze – przerażeni skalą gwałtów dokonywanych przez japońskich żołnierzy.
Zatrudnianie Chinek w wojskowych domach publicznych spotkało się jednak z oporem części kadry oficerskiej. Krytyczne stanowisko zajęła w szczególności Kempeitai, która obawiała się, że wśród „pocieszycielek” znajdą się agentki chińskiego wywiadu. W konsekwencji, od marca 1938 roku do działających w Chinach ianjo zaczęto licznie kierować Japonki i Koreanki.
Początkowo werbunkiem objęto dziewczęta i kobiety z ubogich rodzin na wyspie Kiusiu. To tam tradycyjnie rekrutowano bowiem karayuki-san, a ponadto zamieszkiwała tam liczna koreańska diaspora. Niemniej jednak, werbunek nie ograniczył się tylko do Kiusiu. 20 listopada 1937 roku Ministerstwo Wojny skontaktowało się z właścicielami domów publicznych w Tokio, prosząc o pomoc w rekrutacji „pocieszycielek” oraz zachęcając do przenoszenia działalności do środkowo-wschodnich Chin. Chętnym obiecano, że armia zapewni odpowiednie lokale dla ich przybytków, a także preferencyjne traktowanie w zakresie transportu, wyżywienia i finansowania. W styczniu 1938 roku jeden z „przedsiębiorców”, niejaki Shigeru Kunii, udał się wraz z 53 japońskimi prostytutkami do Chin, gdzie niedługo później utworzył wojskowe domy publiczne w Wusong, Nanxiang i Nanshi.
Według niepełnych danych z japońskich archiwów, w latach 1938–1939 w środkowo-wschodnich Chinach działało co najmniej 81 ianjo, w których pracowało ponad 1200 kobiet. W tym samym czasie wojskowe domy publiczne zaczęto również tworzyć w północnych Chinach. Dowództwo stacjonującej tam Armii Północnochińskiej było bowiem zaniepokojone znaczną liczbą gwałtów dokonywanych przez żołnierzy. Szefem sztabu Armii Północnochińskiej był w tym czasie gen. Naozaburo Okabe – ten sam, który w 1932 roku był zaangażowany w tworzenie pierwszych ianjo w Szanghaju. W czerwcu 1938 roku wydał on instrukcję dla dowódców jednostek armijnych, w której zwrócił uwagę na konieczność utrzymania dyscypliny w szeregach wojska oraz polecił szybkie utworzenie „przybytków seksualnej przyjemności” dla żołnierzy. Istnieją ponadto, choć niepotwierdzone, informacje o skierowaniu latem 1941 roku około 8 tys. koreańskich kobiet do „ośrodków pocieszycielskich” w Mandżukuo.
Wraz z atakiem na Pearl Harbor i rozpoczęciem przez Japonię wojny z mocarstwami zachodnimi nastąpiła także ekspansja systemu „ośrodków pocieszycielskich”. Ianjo powstawały wszędzie tam, gdzie stanęła stopa japońskiego żołnierza. Jak wskazuje raport Biura ds. Medycznych japońskiego Ministerstwa Wojny, we wrześniu 1942 roku funkcjonowało już 400 „ośrodków pocieszycielskich” służących potrzebom samej tylko Cesarskiej Armii Japońskiej, w tym: 100 w północnych Chinach, 140 w środkowych Chinach, 40 w południowych Chinach, 100 w Azji Południowo-Wschodniej, 10 na południowym Pacyfiku oraz 10 na południowym Sachalinie.

### Przyczyny

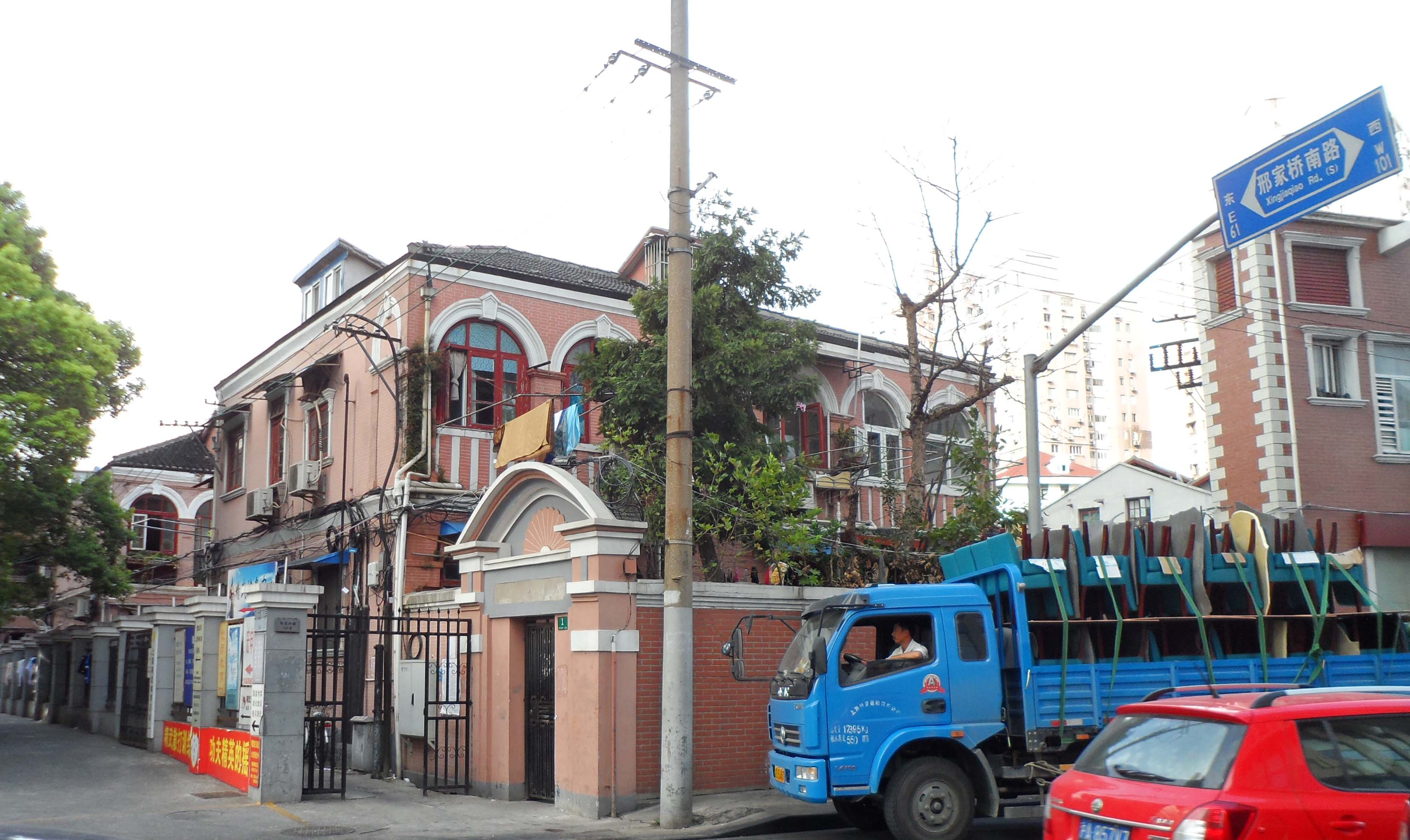
Budynek w szanghajskiej dzielnicy Hongkou, w którym w czasie japońskiej okupacji mieścił się wojskowy dom publiczny

Decydując się na stworzenie systemu „ośrodków pocieszycielskich”, japońskie władze wojskowe kierowały się kilkoma powodami.
Ich niepokój wzbudziły liczne gwałty dokonywane przez żołnierzy na chińskich kobietach. Nie kierowano się jednak względami humanitarnymi, lecz obawą, że masowa przemoc na tle seksualnym spowoduje wzrost poparcia dla antyjapońskiego ruchu oporu. Obawiano się jednocześnie, że gwałty położą się cieniem na wizerunku Japonii i jej sił zbrojnych. Zapewnienie żołnierzom dostępu do usług „pocieszycielek” uznano za odpowiednie remedium na ten problem.
Inną przyczyną było dążenie do zapobiegania chorobom wenerycznym. Obawiano się, że mogą one osłabić siłę bojową armii, a po zakończeniu wojny spowodować kryzys zdrowotny w Japonii. Japońskie władze wojskowe zakładały, że ograniczą skalę zachorowań poprzez zapewnienie żołnierzom dostępu do ianjo, w których kobiety poddawano regularnym badaniom medycznym oraz wymagano używania prezerwatyw i środków dezynfekcyjnych.
Dodatkową przyczyną był fakt, że w obliczu przeciągającej się wojny japońscy żołnierze praktycznie stracili szansę na zwolnienie do cywila. Cesarska Armia Japońska – w przeciwieństwie do sił zbrojnych państw alianckich – nie praktykowała bowiem odbywania służby w turach czy udzielania żołnierzom dłuższych urlopów. Władze wojskowe uznały w tej sytuacji, że ianjo zapewnią żołnierzom namiastkę rozrywki i pomogą umocnić ich morale. Soh wskazuje w tym kontekście, że „pocieszycielki” były postrzegane jako „dar cesarza” dla walczących w jego imieniu żołnierzy.
Pod uwagę wzięto również kwestie bezpieczeństwa. Japońskie dowództwo obawiało się, że wśród kobiet pracujących w zwykłych domach publicznych mogą się znaleźć agentki nieprzyjacielskiego wywiadu. Zmuszenie żołnierzy do korzystania wyłącznie z „ośrodków pocieszycielskich”, w których kobiety pozostawały pod nadzorem Kempeitai, a ich kontakt ze światem zewnętrznym był ograniczony, miało zminimalizować zagrożenia kontrwywiadowcze.

## Organizacja systemu wojskowej prostytucji

### Rola struktur wojskowych, policyjnych i administracyjnych
Niektóre ianjo były tworzone i prowadzone bezpośrednio przez wojskowych. W innych przypadkach zajmowali się tym cywilni sutenerzy, działający na podstawie upoważnień i zezwoleń wydanych przez wojsko. Czasami byli to emerytowani oficerowie, którzy korzystali z doświadczeń i kontaktów zdobytych w czasie służby wojskowej. Z relacji jednego z japońskich weteranów, który w 1939 roku ukończył kurs w Szkole Płatników Wojskowych, wynika, że w programie nauczania uwzględniono kwestie dotyczące tworzenia wojskowych domów publicznych oraz zarządzania nimi.
Jednocześnie wojsko było na różne sposoby zaangażowane w praktyczne aspekty funkcjonowania „ośrodków pocieszycielskich”. Zapewniało m.in. budynki i lokale na ich potrzeby, organizowało dostawy prezerwatyw i środków higienicznych, a także wydawało instrukcje i regulacje dotyczące ich funkcjonowania, w tym ustalało cenniki usług oraz harmonogramy odwiedzin przez poszczególne jednostki wojskowe. W samym tylko 1942 roku do jednostek stacjonujących poza Wyspami Japońskimi dostarczono 32,1 mln prezerwatyw. Czasami „pocieszycielki” otrzymywały posiłki z wojskowych kantyn.
W trakcie wojny na Pacyfiku poza Wyspami Japońskimi stacjonowało pięć japońskich grup armijnych. Kwestie związane z funkcjonowaniem ianjo leżały w gestii ich sztabów. W strukturach Ministerstwa Wojny nie funkcjonowała osobna komórka odpowiedzialna za tę kwestię. W razie potrzeby sztaby grup armijnych otrzymywały jednak instrukcje z jego Biura Administracji Wojskowej (w sprawach dotyczących podtrzymywania morale i dyscypliny), Biura ds. Medycznych (w sprawach związanych z utrzymaniem higieny i zapobieganiem występowaniu chorób wenerycznych) itp.
Początkowo Ministerstwo Wojny odgrywało drugorzędną rolę w procesie tworzenia ianjo. Inicjatywy w tej sprawie wychodziły bowiem przede wszystkim ze sztabów poszczególnych armii. Wraz z rozpoczęciem przygotowań do wojny z mocarstwami zachodnimi, rola ministerstwa zaczęła jednak rosnąć. Kwestie związane z „ośrodkami pocieszycielskimi” uwzględniono także w planach agresji. Między innymi, w połowie 1941 roku japoński oficer medyczny przeprowadził tajną misję wywiadowczą w Holenderskich Indiach Wschodnich. W swoim raporcie z 26 lipca 1941 roku zarekomendował m.in., aby celem zapobieżenia gwałtom i chorobom wenerycznym po zajęciu tego terytorium utworzyć sieć „ośrodków pocieszycielskich”. Zalecił jednocześnie, by zwrócić się z „prośbą” do naczelników poszczególnych wiosek o zapewnienie odpowiedniej liczby kobiet.
Istotnym elementem zaangażowania Ministerstwa Wojny był także transport. „Pocieszycielki” z Japonii i Korei były przewożone do baz na obszarze Azji Południowo-Wschodniej i Pacyfiku przy użyciu statków towarowych, które pozostawały w jego dyspozycji. Do ianjo w okupowanych Chinach koreańskie kobiety przewożono natomiast Koleją Południowomandżurską lub innymi liniami kolejowymi, które należały do japońskich podmiotów lub były zarządzane bezpośrednio przez wojsko. Jeśli występowała taka potrzeba, do transportu „pocieszycielek” używano wojskowych samochodów ciężarowych, a nawet samolotów. Co charakterystyczne, w dokumentach przewozowych ianfu często były określane mianem „wojskowego ładunku” (heitan busshi). Zdaniem Tanaki odzwierciedla to przedmiotowy sposób ich postrzegania przez kręgi wojskowe.
W styczniu 1942 roku minister spraw zagranicznych Shigenori Tōgō wydał zarządzenie, które przewidywało, że „pocieszycielki” nie będą więcej potrzebowały paszportów do podróżowania za granicę, lecz jedynie wojskowe dokumenty podróży. Oznaczało to zwiększenie kontroli armii nad transportem ianfu. Na kluczową rolę odgrywaną w tym zakresie przez najwyższe czynniki wojskowe wskazuje m.in. fakt, że w marcu 1942 roku na dokumentach podróżnych, które wystawiono dla 70 kobiet przewożonych z Tajwanu do ianjo na Borneo, widniały podpisy szefa Biura Administracji Wojskowej Ministerstwa Wojny, Ryūkichiego Tanaki, oraz jego podwładnego Naoichiego Kawary. Innym dowodem na głębokie zaangażowanie Ministerstwa Wojny w tworzenie „ośrodków pocieszycielskich” może być instrukcja z 18 czerwca 1942 roku, podpisana przez wiceministra Heitarō Kimurę i wysłana do sztabów wszystkich armii stacjonujących poza Japonią, która wyzywała do zacieśnienia kontroli sanitarnej nad ianjo.
Jak wskazuje Tanaka:

System „ośrodków pocieszycielskich” był tworzony i rozwijany w ramach dobrze zaplanowanej polityki przez grupę najwyższych rangą japońskich przywódców wojskowych.

O wiele mniej dokumentów archiwalnych zachowało się w odniesieniu do udziału Ministerstwa Marynarki Wojennej w procesie tworzenia „ośrodków pocieszycielskich”. Jednym z nich jest dokument z 30 maja 1942 roku, podpisany przez szefa Biura Administracji Wojskowej, kadm. Takasumiego Nagaokę, dotyczący skierowania drugiego już kontyngentu „specjalnego personelu” do baz marynarki w Azji Południowo-Wschodniej. Inne odnalezione dokumenty odnosiły się do funkcjonowania ianjo na Celebesie. Niemniej Tanaka przypuszcza, że Ministerstwo Marynarki Wojennej w większym nawet stopniu, niż Ministerstwo Wojny, było bezpośrednio zaangażowane w tworzenie i zarządzanie ianjo.
Podczas werbunku „pocieszycielek” oraz ich transportu wojsko korzystało ze wsparcia innych agend japońskiego państwa, w tym Ministerstwa Spraw Zagranicznych, Ministerstwa Spraw Wewnętrznych oraz generalnych gubernatorów Korei i Tajwanu. Zeznania ocalałych kobiet wskazują na różnorodne formy zaangażowania japońskiej policji w werbunek „pocieszycielek” w Korei i na Tajwanie. Niemniej, jak wskazuje Tanaka, nie znaleziono jak dotąd oficjalnych dokumentów archiwalnych, które potwierdzałyby bezpośredni udział policjantów w przymusowym werbunku kobiet z obu kolonii. Tanaka wskazuje jednak, że tamtejsza policja musiała być co najmniej świadoma tego procederu, ponieważ to ona wydawała paszporty, które przez długi czas były jedynym dokumentem umożliwiającym kobietom wyjazd z obu kolonii.

### Typyianjo
Yuki Tanaka wyróżnia następujące typy ianjo:

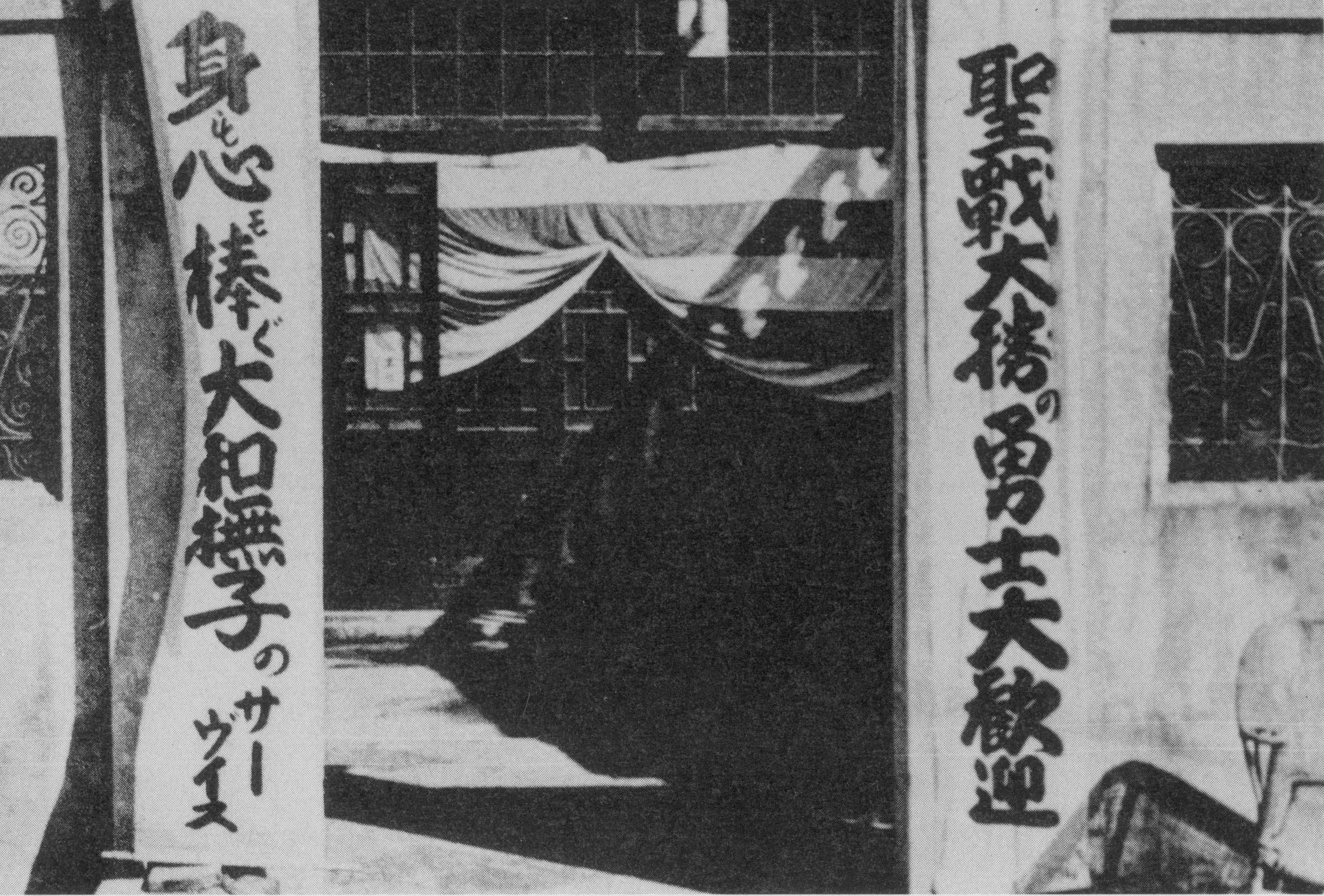
Wejście do jednego z „ośrodków pocieszycielskich”

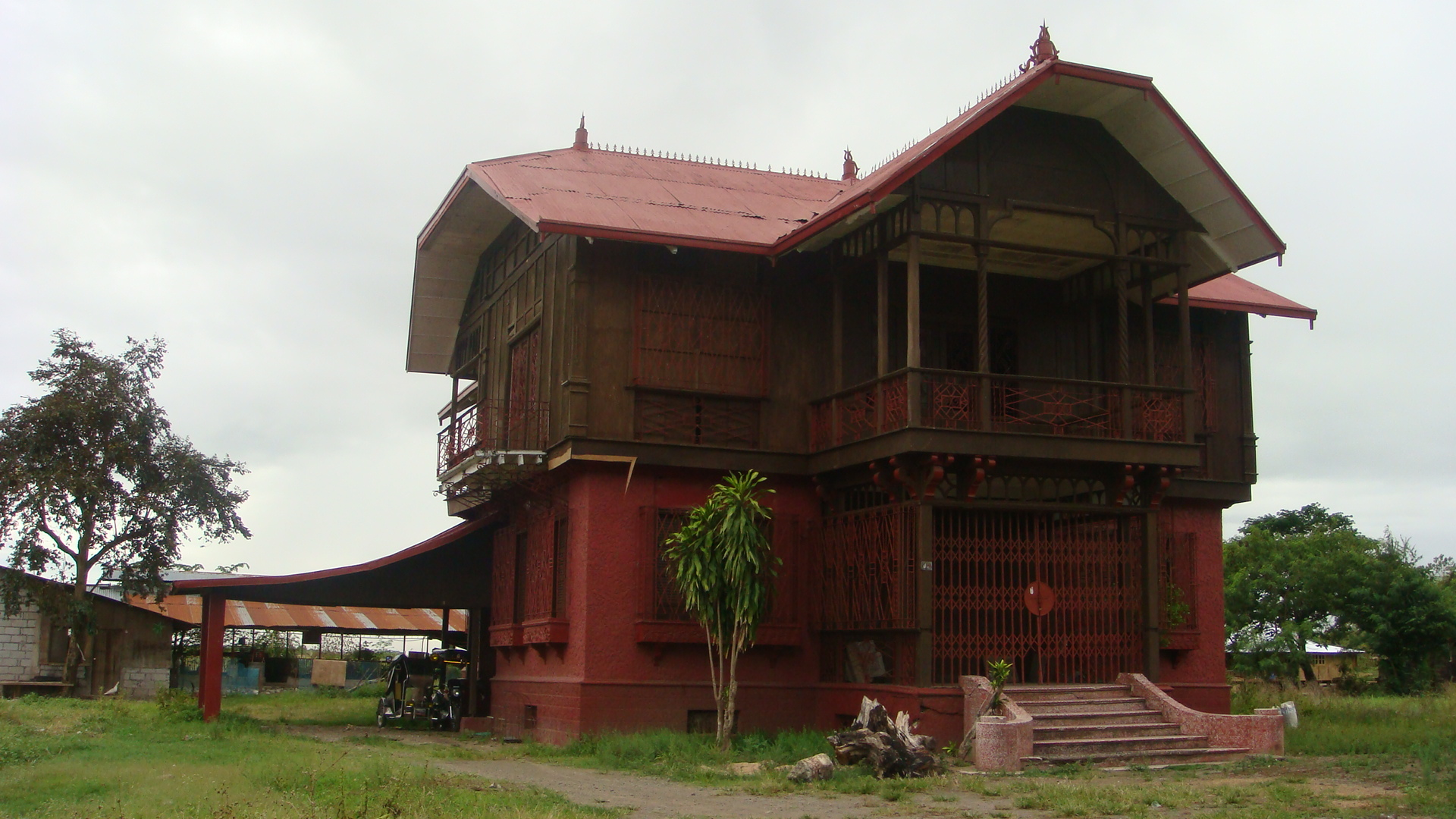
„Czerwony dom” w mieście San Ildefonso (Filipiny) na Filipinach, w którym japońscy żołnierze przetrzymywali filipińskie kobiety w charakterze niewolnic seksualnych

- „ośrodki stałe” – zorganizowane najczęściej w dużych miastach, przy kluczowych wojskowych bazach i centrach zaopatrzeniowych. Były zarządzane bezpośrednio przez wojskowych lub przez prywatnych właścicieli, którzy pozostawali jednakże pod ścisłym nadzorem wojska. Zatrudniano w nich przede wszystkim Koreanki, a także zawodowe prostytutki z Japonii[77].
- „ośrodki półstałe” – funkcjonujące najczęściej przy dużych związkach taktycznych (dywizja, brygada, pułk), w miejscach ich stacjonowania. Były zarządzane bezpośrednio przez wojskowych lub przez prywatnych właścicieli będących pod ścisłym nadzorem wojska. Zatrudniano w nich przede wszystkim Koreanki, a obok nich również Chinki[77].
- „ośrodki tymczasowe” – zorganizowane i prowadzone przez jednostki szczebla batalionu, często bez zgody wyższego dowództwa. Funkcjonowały w pobliżu linii frontu, najczęściej w Chinach i na Filipinach. Przetrzymywano w nich w charakterze niewolnic seksualnych miejscowe kobiety uprowadzone przez żołnierzy[78]. W tego typu ośrodkach Tanaka dopatruje się pewnego podobieństwa do „obozów gwałtu”, które wojska Republiki Serbskiej tworzyły w czasie wojny domowej w Bośni i Hercegowinie[79].

W podobny sposób klasyfikuje ianjo Wallace Edwards:
- „ośrodki stałe” – organizowane na głębokim zapleczu, panowały w nich najlepsze warunki bytowe, często trafiały do nich kobiety pochodzenia japońskiego.
- „ośrodki mobilne” – organizowane przy sztabach dywizji lub brygad i podążające w ślad za nimi. Trafiały do nich najczęściej kobiety koreańskie.
- „ośrodki bojowe” – organizowane najbliżej linii frontu, przy pododdziałach szczebla batalionu lub niższego. Panowały w nich najgorsze warunki, zazwyczaj trafiały do nich miejscowe kobiety uprowadzone przez żołnierzy.

Również Yoshimi Yoshiaki dzieli ianjo na trzy kategorie:
- ośrodki zarządzane bezpośrednio przez wojsko i przeznaczone wyłącznie na potrzeby żołnierzy oraz cywilnych pracowników wojska.
- ośrodki zarządzane przez osoby cywilne, jednakże działające na podstawie wojskowych regulacji oraz przeznaczone wyłącznie na potrzeby żołnierzy i cywilnych pracowników wojska. Ten typ ianjo uznaje za najliczniejszy.
- domy publiczne i lokale innego typu, w których członkowie sił zbrojnych nie byli jedyną klientelą, aczkolwiek byli traktowani priorytetowo.

Autorzy opracowania Chinese Comfort Women, odnosząc się przede wszystkim do ianjo działających w okupowanych Chinach, stosują następującą kategoryzację:
- ianjo zarządzane bezpośrednio przez japońskie wojsko[82]. Dzielą je przy tym na następujące podkategorie:
  - ośrodki „oficjalne” – funkcjonujące najczęściej przy dużych związkach operacyjnych lub przy bazach logistycznych w dużych miastach. Trafiały do nich zarówno kobiety chińskie, jak i kobiety innej narodowości[82].
  - ośrodki „mobilne”/„tymczasowe” – tego typu ośrodki były tworzone na czas większych operacji wojskowych lub w celu zapewnienia dostępu do „pocieszycielek” żołnierzom z tych jednostek, które stacjonowały na obszarach, gdzie możliwości przymusowego werbunku miejscowych kobiet lub uruchomienia stałego ianjo były ograniczone. Kobiety zatrudnione w ośrodkach „mobilnych” przewożono w ślad za jednostkami wojskowymi lub do odległych baz i posterunków przy wykorzystaniu specjalnych pociągów, wozów konnych itp.[82]
  - ośrodki improwizowane – tworzone na własną rękę przez poszczególne pododdziały. Były one najliczniejsze i panowały w nich najgorsze warunki. Więziono w nich kobiety uprowadzone na terenie stacjonowania danego pododdziału[83].
- ianjo zarządzane przez osoby cywilne (Japończyków, Tajwańczyków, Koreańczyków), jednakże działające pod ścisłym nadzorem wojska oraz przeznaczone wyłącznie na potrzeby żołnierzy i pracowników sił zbrojnych[84].
- przedwojenne domy publiczne „zatwierdzone” przez japońskie władze wojskowe. Przyjmowały zarówno żołnierzy, jak i cywilnych Japończyków, przy czym ci pierwsi byli traktowani priorytetowo. Ośrodki te działały pod ścisłym nadzorem wojska i policji[85].
- ianjo tworzone na żądanie japońskiej armii przez chińskich kolaborantów i lokalną chińską administrację[86].

C. Sarah Soh przyjmując jako podstawowe kryterium cel funkcjonowania danego ianjo, proponuje natomiast następującą kategoryzację:
- „koncesjonowane ianjo” – tworzone i prowadzone przez japońskich lub koreańskich cywilów, którzy byli motywowani dążeniem do finansowego zysku. Działały na podstawie drobiazgowych regulacji ustanowionych przez wojsko, które za ich pośrednictwem zamierzało zapewnić żołnierzom regulowany dostęp do komercyjnych usług seksualnych. Zatrudniały przede wszystkim kobiety i dziewczęta zwerbowane przez cywilnych pośredników, aczkolwiek czasami trafiały do nich także kobiety „pozyskane” bezpośrednio przez wojskowych[87]. Soh dzieli je na dwie podkategorie:
  - „domy rozrywki” o najbardziej ekskluzywnym charakterze, których klientami byli przede wszystkim oficerowie. Łączyły one funkcję restauracji i domu publicznego, przypominając pod pewnymi względami ryōteie działające w Japonii i Generalnym Gubernatorstwie Korei[88]. Znajdowały się w dużych miastach oraz zatrudniały kobiety pochodzenia japońskiego i koreańskiego[89].
  - „domy prostytucji”, których klientami byli przede wszystkim podoficerowie i szeregowcy, aczkolwiek w określonych godzinach nocnych były zarezerwowane wyłącznie dla oficerów. Zdarzały się także wypadki, gdy służyły wyłącznie oficerom. Znajdowały się w dużych miastach lub w miejscach stacjonowania wojsk; zazwyczaj w jednym miejscu funkcjonowało jednocześnie kilka takich przybytków. Do „domów prostytucji” trafiały najczęściej kobiety koreańskie[90].
- „paramilitarne ianjo” – tworzone i prowadzone bezpośrednio przez wojskowych w celu zapewnienia żołnierzom regulowanego dostępu do komercyjnych usług seksualnych. Nie były tworzone z myślą o zyskach finansowych, aczkolwiek mogły je czasami osiągać. Zatrudniały przede wszystkim kobiety i dziewczęta zwerbowane przez cywilnych pośredników, aczkolwiek czasami trafiały do nich także kobiety „pozyskane” bezpośrednio przez wojskowych[91]. Również w tym przypadku Soh dzieli je na dwie podkategorie:
  - „dziewczęce jednostki pomocnicze”, którym to mianem określa ianjo tworzone przez poszczególne jednostki wojskowe na swój wyłączny użytek oraz ulokowane w bazach i koszarach w niedużej odległości od linii frontu. Pracujące w nich kobiety nie tylko świadczyły żołnierzom usługi seksualne, lecz były również zmuszane do wykonywania rozmaitych prac fizycznych, takich jak pranie, sprzątanie czy gotowanie[67].
  - „quasi domy publiczne”, którym to mianem określa ianjo tworzone przez wojsko poza bezpośrednim terenem koszar i baz wojskowych. Pracujące w nich kobiety nie były zmuszane do wykonywania dodatkowych prac na rzecz wojska. Tego typu ianjo nie działały również na wyłączny użytek jednej jednostki wojskowej[92].
- „przestępcze ianjo” – organizowane samorzutnie przez żołnierzy w strefie działań wojennych, na terytoriach okupowanych przez Japonię. Przetrzymywano w nich miejscowe kobiety, które zazwyczaj zostały wcześniej zgwałcone przez żołnierzy podczas akcji bojowych i pacyfikacyjnych, a następnie przemocą zabrane do japońskich baz. Nie otrzymywały one nawet symbolicznego wynagrodzenia i były de facto niewolnicami seksualnymi. W tego typu ianjo – w przeciwieństwie do pozostałych kategorii – nie obowiązywały żadne regulacje dotyczące higieny i zapobiegania chorobom wenerycznym. Soh dostrzega w nich pewne podobieństwo do „obozów gwałtu” z czasów wojny domowej w Bośni i Hercegowinie, zastrzegając jednak, że tworzono je, by zapewnić żołnierzom „seksualną gratyfikację” – nie zaś celem przeprowadzenia czystek etnicznych[93].

Soh jest zdania, że rozwój systemu „ośrodków pocieszycielskich” był skorelowany postępującą eskalacją japońskiej agresji w Azji i na Pacyfiku. Wskazuje, że pierwszymi ianjo, funkcjonującymi już od początku lat 30., były „domy rozrywki” i „dziewczęce jednostki pomocnicze”. Wraz z rozpoczęciem otwartej wojny z Chinami powstawać zaczęły natomiast „domy prostytucji” i „quasi domy publiczne”. Z kolei „przestępcze ianjo” były zjawiskiem charakterystycznym dla ostatnich lat II wojny światowej.

## Metody werbunku

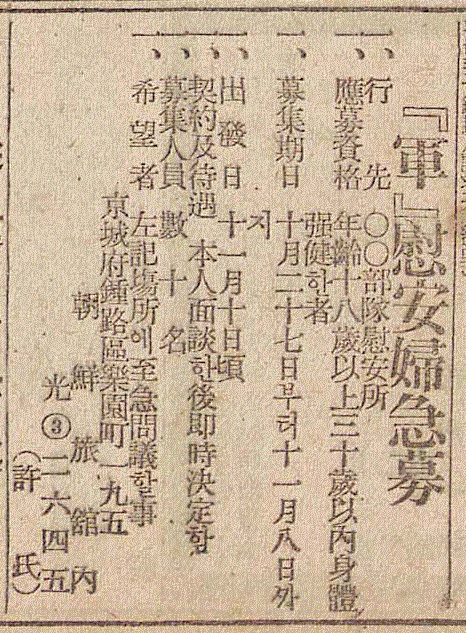
Ogloszenie prasowe zamieszczone 27 października 1944 w dzienniku „Mainichi Shimbun” przez koreańską osobę o nazwisku Heo, dotyczące werbunku kobiet do pracy w „ośrodkach pocieszycielskich”

Początkowo, w latach 1932–1938, przy werbunku „pocieszycielek” japońskie władze wojskowe korzystały z faktu, że wielu sutenerów koreańskiego pochodzenia przeniosło swoją działalność do Mandżurii i okupowanej części Chin. Wraz z nimi trafiło tam wiele zawodowych prostytutek lub ofiar handlu kobietami z Korei. Z kolei począwszy od 1938 roku, wraz z przedłużaniem się wojny w Chinach, Cesarska Armia Japońska w zaangażowała się bardziej bezpośrednio w pozyskiwanie kobiet i dziewcząt do pracy w wojskowych domach publicznych.
Władze wojskowe oczekiwały, że do pracy w ianjo będą werbowane przede wszystkim młode, niezamężne kobiety, w przypadku których – jak zakładano – ryzyko występowania chorób wenerycznych będzie niskie. Aby je „pozyskać” wykorzystywano specjalnych agentów-werbowników, zazwyczaj pochodzenia japońskiego lub koreańskiego. Byli to w większości właściciele lub kierownicy tych ianjo, które działały już w okupowanej części Chin. Czasami w charakterze werbowników zatrudniano również właścicieli prywatnych domów publicznych w Chinach i Korei. Udawali się oni do Korei, a także do Japonii lub na Tajwan, aby tam wyszukiwać i werbować kandydatki do pracy w wojskowych domach publicznych. Niektórzy agenci angażowali się bezpośrednio w werbunek kobiet. Większość korzystała jednak z pomocy „podwykonawców” – właścicieli lokalnych domów publicznych, fałszywych pośredników pracy itp., zazwyczaj już wcześniej zaangażowanych w proceder handlu kobietami. W takich wypadkach właściwi werbownicy zatrzymywali się na kilka tygodni lub nawet miesięcy w portowych miastach, takich jak Pusan czy Inczon, gdzie oczekiwali do momentu, aż „podwykonawcy” zgromadzą dla nich odpowiednią liczbę kobiet (zazwyczaj około 40–50).
W Korei i na Tajwanie werbownicy zazwyczaj posługiwali się podstępem. Młodym kobietom i dziewczętom, niemal zawsze wywodzącym się z rodzin o niskim statusie społeczno-ekonomicznym, obiecywano zatrudnienie w Japonii lub na terytoriach przez nią okupowanych (w charakterze robotnic, kucharek, praczek lub pielęgniarek). W niektórych wypadkach dodatkową zachętą było wypłacanie zadatków rodzinom dziewcząt, nierzadko na poczet spłacenia długów. Podczas oczekiwania na transport i w trakcie podróży przyszłe ianfu były zazwyczaj dobrze traktowane, choć ich swoboda poruszania się pozostawała ograniczona. Dopiero po dotarciu do miejsca przeznaczenia dowiadywały się, jaki będzie prawdziwy charakter ich „pracy”. W Holenderskich Indiach Wschodnich, gdzie rdzenna ludność początkowo postrzegała Japończyków jako wyzwolicieli, również często posługiwano się podstępem, w tym fałszywymi obietnicami nauki lub kształcenia zawodowego w Japonii.
Niemniej zdarzało się, że podczas werbunku pośrednicy posługiwali się szantażem. Miały nawet miejsce przypadki porwań lub innych form bezpośredniego przymusu. W relacjach niektórych kobiet można znaleźć informacje o uprowadzeniu przez nieznanych cywilów lub zatrzymaniu bez wyraźnego powodu przez policję i wysłaniu z aresztu do domu publicznego. Ministerstwo Wojny było świadome metod stosowanych przez pośredników. 4 marca 1938 roku płk Senichi Fushibuchi, działając z upoważnienia wiceministra Yoshijirō Umezu i ministra Hajime Sugiyamy, wydał instrukcję, w której znalazły się następujące wytyczne:

Rekrutując w Japonii kobiety lub innych pracowników w celu założenia „ośrodków pocieszycielskich” […] niektóre osoby dowolnie uznały, w sposób nielegalny, że uzyskały na to zezwolenie władz wojskowych. Położyło się to cieniem reputacji armii i spowodowało nieporozumienia z ludnością. Inni spowodowali problemy natury społecznej, usiłując nielegalnie werbować [kobiety] za pośrednictwem korespondentów wojennych, wędrownych artystów i tym podobnych. Wybór niewłaściwych werbowników spowodował, że niektórzy z nich zostali aresztowani i objęci dochodzeniem przez policję z powodu stosowanych przez nich metod werbunku, przypominających porwania. Dlatego też należy poświęcić dużą uwagę wyborowi odpowiednich agentów. W przyszłości w odniesieniu do werbunku [kobiet] każda armia będzie musiała zwiększyć kontrolę [nad procedurą werbunku] poprzez staranny dobór odpowiednich agentów. Obecnie podczas werbunku każda z armii powinna ściślej współpracować z lokalnymi strukturami Kempeitai lub policji, zachowując w ten sposób autorytet sił zbrojnych i zapobiegając wystąpieniu problemów społecznych.

Ponadto dziewięć dni wcześniej szef Biura ds. Policji w japońskim Ministerstwie Spraw Wewnętrznych skierował do gubernatorów wszystkich prefektur zarządzenie, które regulowało kwestię wydawania zezwoleń na podróż kobiet do Chin. Przewidywało ono, że takie zezwolenie mogą otrzymać wyłącznie zawodowe prostytutki, które ukończyły 21. rok życia. Zdaniem Tanaki celem tego zarządzenia było uniemożliwienie nielegalnego wywozu japońskich kobiet i dziewcząt do domów publicznych. Co znaczące, nie wydano jednak analogicznego zarządzenia, które zapobiegałoby przemytowi kobiet z japońskich kolonii, tj. Korei i Tajwanu.
Agenci-werbownicy, którzy udawali się do Korei i na Tajwan, najprawdopodobniej mogli liczyć na wsparcie miejscowych struktur policji i Kempeitai. Co prawda nie znaleziono bezpośrednich dowodów na poparcie tej tezy (w postaci japońskich dokumentów oficjalnych), jednakże zdaniem Tanaki o jej prawdziwości mogą świadczyć relacje ofiar oraz powojenne relacje ustne i pisemne.
Co do zasady w Korei i na Tajwanie uprowadzenia oraz inne formy bezpośredniego przymusu były jednak rzadko stosowane. Ponadto japońskie siły zbrojne tylko sporadycznie angażowały się tam w sposób bezpośredni w „pozyskiwanie” ianfu. Wyjątkiem na tym tle był jedynie przymusowy werbunek kobiet aborygeńskiego pochodzenia, prowadzony na Tajwanie w ostatnim okresie wojny.
Diametralnie inna była natomiast sytuacja w Chinach i na Filipinach, tj. w krajach, w których funkcjonował silny antyjapoński ruch oporu. Wielokrotnie miały tam miejsce wypadki, zwłaszcza podczas akcji pacyfikacyjnych, gdy japońscy żołnierze uprowadzali miejscowe kobiety i dziewczęta, które następnie stawały się niewolnicami seksualnymi w „przestępczych”/„tymczasowych” ianjo, organizowanych bez wiedzy wyższego dowództwa. Porwaniom tym często towarzyszył mord na pozostałych członkach rodziny. Ofiary więziono w obrębie japońskich baz i koszar przez okres od jednego do kilku miesięcy, a w skrajnych wypadkach nawet przez dwa lata. Nie otrzymywały nawet symbolicznego wynagrodzenia, często były także zmuszone do wykonywania przymusowych prac na rzecz danego oddziału lub garnizonu. Prawdopodobnie owe porwania i gwałty były traktowane przez japońskich żołnierzy jako forma odwetu na „wrogiej” ludności cywilnej, podejrzewanej o sympatyzowanie z partyzantką.
Ponadto na terenach okupowanych miały miejsce wypadki, gdy dowódcy jednostek wojskowych we współpracy z Kempeitai zgłaszali się do przywódców tradycyjnych lub przedstawicieli administracji lokalnej z żądaniem „dostarczenia” odpowiedniej liczby kobiet. Grożono przy tym, że w przypadku odmowy daną społeczność spotkają brutalne represje. Taką presję usiłowano m.in. wywrzeć na Tun Mustaphie, malezyjskim przywódcy w Borneo Północnym, który jednak odmówił współpracy, zasłaniając się swą muzułmańską wiarą.
Wreszcie pewna liczba kobiet – przede wszystkim z Japonii, ale niekiedy również z Korei – świadomie wybrała pracę seksualną w ianjo.

## Znaczenie Korei dla systemu wojskowej prostytucji

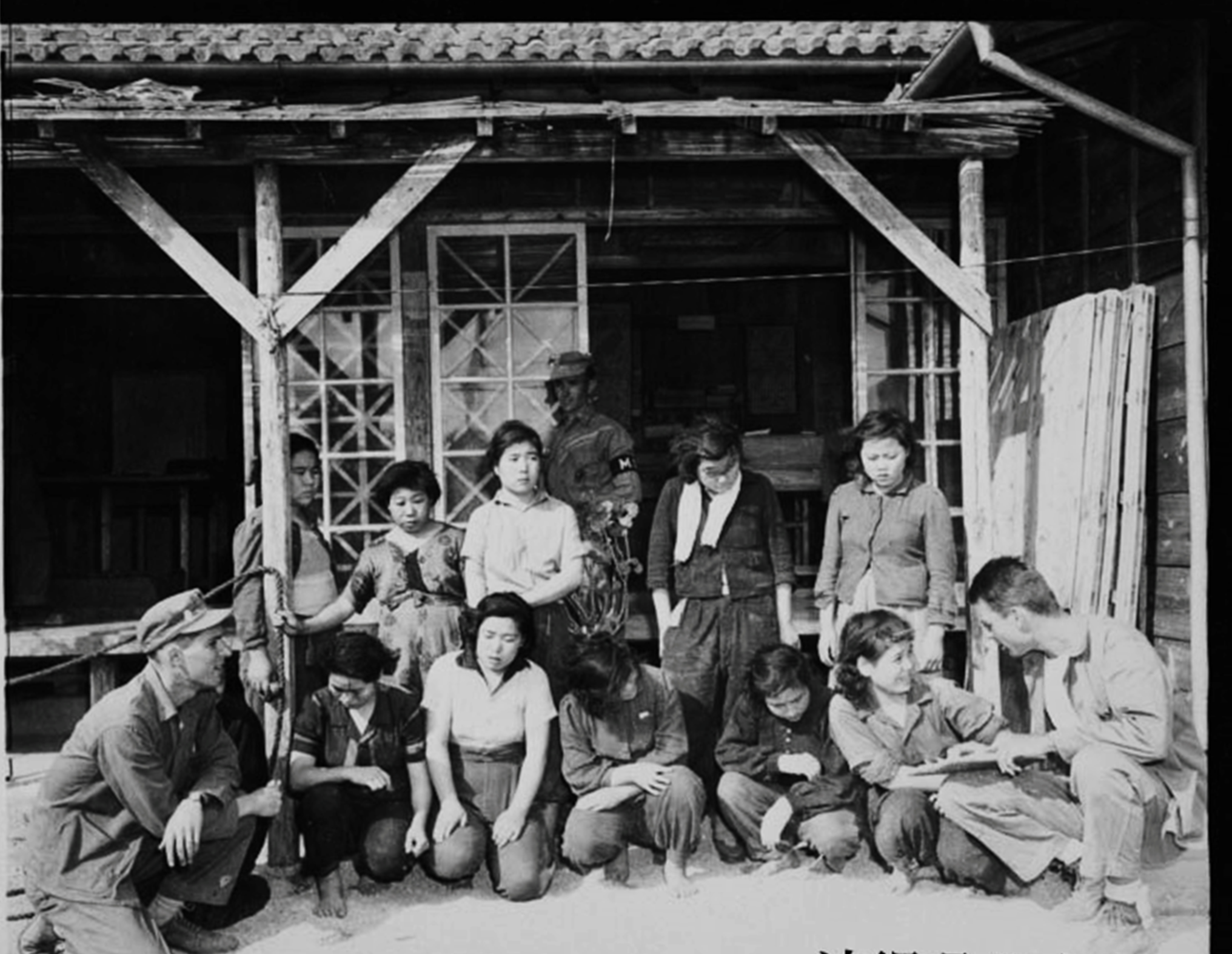
„Pocieszycielki” pochodzenia koreańskiego wyzwolone przez żołnierzy amerykańskich w czasie bitwy o Okinawę

Od momentu podpisania traktatu z Ganghwy w 1876 roku na Półwyspie Koreańskim stopniowo zapuszczał korzenie przeniesiony z Japonii system licencjonowanej prostytucji. Jego oficjalne usankcjonowanie nastąpiło po aneksji Korei przez Japonię w 1910 roku. W ciągu następnych pięciu lat liczba zarejestrowanych koreańskich prostytutek wzrosła o 50%. Rozporządzenie z 1916 roku, które regulowało funkcjonowanie licencjonowanej prostytucji w Generalnym Gubernatorstwie Korei, stawiało koreańskie prostytutki w gorszej sytuacji niż ich japońskie odpowiedniczki. Obniżało bowiem do 17 lat ustawowy wiek, od którego koreańskie kobiety mogły uprawiać prostytucję (w Japonii było to 18 lat). Nie określało ponadto wymiaru czasu wolnego od pracy, który powinien im przysługiwać. Różnice na niekorzyść Koreanek występowały również w odniesieniu do wysokości otrzymywanych zadatków, a ceny korzystania z usług koreańskich pracownic seksualnych były o 50–70% niższe, niż w przypadku kobiet japońskich. Dyskryminacja, której ofiarą padały koreańskie pracownice seksualne, znalazła później odzwierciedlenie w nierównym traktowaniu „pocieszycielek” z Japonii i Korei.
Początkowo japońskie dowództwo zakładało, że w ianjo będą zatrudniane przede wszystkim zawodowe prostytutki z Japonii. Szybko okazało się jednak, że ich liczba jest niewystarczająca. Dodatkowo uznano, że korzystanie z ich usług zwiększy ryzyko zarażenia żołnierzy chorobami wenerycznymi. W konsekwencji do pracy w „ośrodkach pocieszycielskich” zaczęto na masową skalę zmuszać młode Koreanki, które nie parały się wcześniej prostytucją. Werbunkiem objęto najpierw członkinie koreańskiej diaspory w Japonii, a następnie kobiety zamieszkujące Generalne Gubernatorstwo Korei.
Yuki Tanaka sugeruje, że jedną z przyczyn, dla których Korea została wybrana na główne miejsce rekrutacji „pocieszycielek”, był fakt, że na skutek realizowanej przez kolonizatorów polityki asymilacyjnej kraj ten stał się kulturowo zbliżony do Japonii. Mieszkańcy Korei w wielu przypadkach znali podstawy języka japońskiego i byli intensywnie indoktrynowani w duchu posłuszeństwa wobec Japonii i jej cesarza. Ponadto pod względem wyglądu fizycznego koreańskie kobiety nie różniły się znacznie od Japonek. Przypuszcza jednocześnie, że proceder werbunku koreańskich kobiet przybrał tak duże rozmiary, gdyż japońscy przywódcy, kierowani poczuciem rasowej wyższości, niechętnie widzieli japońskie kobiety w roli wojskowych prostytutek, podczas gdy kobiety pochodzące z Korei (oraz innych kolonii i terytoriów okupowanych) uznawali za odpowiednie do tego celu. Inną przyczyną, na którą wskazuje Tanaka, były kwestie prawne. Japonia była sygnatariuszem Międzynarodowej Konwencji dotyczącej handlu żywym towarem z 1910 roku oraz Międzynarodowej Konwencji o zwalczaniu handlu kobietami i dziećmi z 1921 roku. Tokio uznawało jednak, że przepisy tych konwencji nie mają zastosowania do mieszkańców kolonii, co pozwalało werbunkowi koreańskich kobiet nadać pozory legalności.
C. Sarah Soh jest natomiast zdania, że w oczach japońskich przywódców znaczenie, które w społeczeństwie koreańskim przypisywano dziewictwu i czystości przedmałżeńskiej, czyniło z koreańskich dziewcząt idealne kandydatki do pracy w ianjo, gdyż minimalizowało ryzyko, iż będą one zarażone chorobami wenerycznymi. W 1939 roku japoński lekarz wojskowy Tetsuo Asō przedłożył raport, w którym bazując na wynikach badań medycznych przeprowadzonych na grupie japońskich i koreańskich kobiet, które miały trafić do wojskowego domu publicznego w Szanghaju, zarekomendował, aby to niezamężne Koreanki nie parające się wcześniej pracą seksualną – nie zaś japońskie zawodowe prostytutki – były w pierwszym rzędzie kierowane pracy w ianjo.
Soh sprzeciwia się jednocześnie uznawaniu koreańskich „pocieszycielek” wyłącznie za ofiary japońskiego militaryzmu i kolonializmu, wskazując na znaczenie czynników kulturowo-społecznych, które występowały na Półwyspie Koreańskim w okresie japońskich rządów kolonialnych. Podkreśla, że przyspieszone i odgórnie narzucone procesy modernizacyjne, które zaistniały po zaanektowaniu Korei przez Japonię, otworzyły przed koreańskimi kobietami niedostępne dotąd ścieżki społecznego awansu oraz umożliwiły im zdobycie wykształcenia i ekonomicznej niezależności. Wojna na Pacyfiku i związana z nią masowa mobilizacja koreańskiej siły roboczej także dała wielu ubogim Koreankom szansę na wyrwanie się z dotychczasowego środowiska i zdobycie pracy w przemyśle wojennym. W czasach japońskich rządów koreańskie kobiety opuszczały jednak rodzinne domy nie tylko po to, by zdobyć pracę i wykształcenie, lecz również by uciec przed przemocą domową, aranżowanymi małżeństwami itp. Te procesy społeczne przyniosły jednocześnie liczne zagrożenia. Tysiące młodych kobiet zostało zwiedzionych przez japońskich i koreańskich „pośredników” obietnicami dobrze płatnej pracy lub edukacji, by w rezultacie trafić do domów publicznych. Niektóre zostały sprzedane przez własne rodziny. Jak zauważa Soh, w latach 30. XX wieku bycie ofiarą handlu kobietami było „powszechnie spotykanym nieszczęściem” w przypadku młodych, niewykształconych Koreanek z ubogich rodzin.
Istotną rolę odgrywała również presja ekonomiczna. Wywłaszczenie znacznej liczby drobnych rolników, które nastąpiło w wyniku wdrożonej przez władze kolonialne reformy systemu własności gruntów, spowodowało pauperyzację i masowy wzrost bezrobocia. Problem ten został pogłębiony przez klęski nieurodzaju, które w latach 20. i 30. wielokrotnie spadały na Koreę (jedną z nich była wielka susza wiosną 1939 roku). W latach 1935–1945 ponad milion koreańskich kobiet przeniosło się do miast lub wyemigrowało na Wyspy Japońskie i do Mandżurii. Do 1945 roku aż 11,6% koreańskiej populacji (blisko 3,7 mln osób) wyjechało poza granice Generalnego Gubernatorstwa Korei – zarówno jako migranci ekonomiczni, jak i przymusowo zmobilizowani robotnicy. Chroniczne ubóstwo, które dotykało masy Koreańczyków w okresie japońskich rządów kolonialnych, przełożyło się na gwałtowny wzrost prostytucji.
Począwszy od lat 20. XX wieku, koreańskie kobiety wyjeżdżały dobrowolnie lub pod przymusem do pracy seksualnej poza Półwyspem Koreańskim. Pewna ich liczba trafiła do Sapporo, gdzie z ich usług korzystali przede wszystkim pracujący tam koreańscy migranci zarobkowi. Liczba koreańskich prostytutek pracujących za granicą znacznie wzrosła w latach 30., po wybuchu Wielkiego Kryzysu. Według doniesień prasowych z grudnia 1932 roku, blisko 100 kobiet i dziewcząt było miesięcznie sprzedawanych do domów publicznych w Japonii i na Tajwanie. Według innych źródeł, w latach 30. sprzedawano do domów publicznych nawet do 30 tys. koreańskich dziewcząt rocznie, z czego około 5 tys. wysyłano za granicę. Jednocześnie, niektórzy miejscowi sutenerzy wraz ze swoimi pracownicami zaczęli przenosić się na okupowane przez Japonię obszary Mandżurii i Chin. Było to po części spowodowane czynnikami ekonomicznymi, a po części zatargami z policją, w które koreańscy sutenerzy – cieszący się opinią brutalnych palaczy opium – popadali częściej, niż ich japońscy koledzy. Na początku lat 40., wraz z eskalacją działań wojennych w Azji, wiele funkcjonujących dotąd w Korei domów publicznych zostało zamkniętych, a po 1943 roku ich prowadzenie stało się w zasadzie niemożliwe. W konsekwencji, niektórzy sutenerzy zaczęli przenosić swoją działalność na Tajwan lub do okupowanych przez Japonię krajów Azji Południowo-Wschodniej. Fakt, iż Korea odgrywała tak znaczącą rolę w międzynarodowym handlu kobietami, a także fakt, że licencje na prowadzenie domów publicznych otrzymywali tam jedynie Japończycy lub Koreańczycy, których władze kolonialne postrzegały jako lojalnych, powodowały, że struktury te zostały z łatwością zaadaptowane na potrzeby japońskich sił zbrojnych.
Podczas werbunku koreańskich ianfu Japończycy mogli liczyć na wsparcie ze strony miejscowych kolaborantów. Zajmowali się oni nie tylko „pozyskiwaniem” kobiet i dziewcząt, lecz często byli także właścicielami lub kierownikami ianjo. Wśród Koreańczyków, którzy byli zaangażowani w werbunek gorzej sytuowanych i niewykształconych rodaczek do pracy w japońskich ianjo, znajdowali się przy tym nie tylko sutenerzy i handlarze żywym towarem, lecz również przedstawiciele wyższych warstw społecznych, w szczególności lokalni urzędnicy. Relacje niektórych ocalałych wskazują ponadto, że w ich werbunek były zamieszane tzw. stowarzyszenia sąsiedzkie, powoływane na rozkaz władz Generalnego Gubernatorstwa Korei. Przeprowadzona przez Soh analiza relacji złożonych przez koreańskie „pocieszycielki” wskazuje, że największą grupę stanowiły wśród nich kobiety zwerbowane podstępem przez werbowników pochodzenia koreańskiego. Jean-Luis Margolin szacuje z kolei, że tylko jedna trzecia ianfu pochodzenia koreańskiego została zwerbowana przez władze publiczne. Pozostałe trafiły do ianjo na skutek działań cywilnych werbowników pochodzenia koreańskiego lub japońskiego.
W listopadzie 1941 roku, w przededniu ataku na Pearl Harbor, władze japońskie rozpoczęły masową mobilizację koreańskiej siły roboczej. Początkowo obowiązkiem pracy objęto jedynie mężczyzn, podczas gdy młode niezamężne kobiety były co najwyżej zachęcane do pracy w japońskim przemyśle wojennym. W styczniu 1944 roku premier Hideki Tōjō ogłosił jednak plan utworzenia Kobiecego Ochotniczego Korpusu Służby Pracy (ja. Joshi Rōdō Teishintai). Na mocy wydanych później przepisów, mobilizacją do pracy na rzecz przemysłu wojennego mogły zostać objęte niezamężne kobiety w wieku od 12 do 39 lat, na okres jednego roku (wydłużony później do dwóch lat). W Korei kobiety te były określane mianem chŏngsindae. Dokładna liczba Koreanek, które zostały zmobilizowane, nie jest znana i jest przedmiotem kontrowersji. Soh szacuje, że do Korpusu trafiło łącznie około 200 tys. kobiet i dziewcząt, z czego jednak tylko od 25% do 33% stanowiły Koreanki. Część historyków przypuszcza, że niektóre kobiety po mobilizacji trafiły do wojskowych domów publicznych. W Korei Południowej panuje wręcz tendencja, zwłaszcza w środowiskach nacjonalistycznych, aby utożsamiać chŏngsindae z „pocieszycielkami”. Soh nie wyklucza, że przypadki podstępnego werbowania kobiet pod pretekstem służby w Korpusie Ochotniczym mogły mieć miejsce, jednakże zdarzały się one dopiero od końca 1943 roku. Tymczasem zdecydowana większość koreańskich „pocieszycielek” trafiła do japońskich ianjo przed 1943 rokiem. Po przeanalizowaniu relacji ponad 100 ofiar Soh zidentyfikowała tylko dwa jednoznaczne przypadki, w których dziewczęta zmobilizowane jako chŏngsindae rzeczywiście zostały zmuszone do prostytucji. Jej zdaniem utożsamianie chŏngsindae z „pocieszycielkami” ma na celu odwrócenie uwagi zarówno od roli odgrywanej przez koreańskich kolaborantów, jak i od problemu strukturalnej przemocy wobec kobiet z koreańskich klas niższych.
Jako że liczba japońskich żołnierzy stacjonujących na stałe w Generalnym Gubernatorstwie Korei była stosunkowo niewielka, funkcjonowały tam tylko nieliczne ianjo. W konsekwencji koreańskie kobiety i dziewczęta trafiały przede wszystkim do wojskowych domów publicznych poza jego granicami. Te ianjo, które działały na Półwyspie Koreańskim, znajdowały się m.in. w jego północno-wschodniej części, blisko granicy z ZSRR.

## „Pocieszycielki” z pozostałych krajów

### Japonia
W „ośrodkach pocieszycielskich” pracowała pewna liczba japońskich kobiet. Poza nielicznymi wyjątkami były to zawodowe prostytutki. Zazwyczaj zatrudniano je w najbardziej ekskluzywnych ianjo, przeznaczonych dla oficerów. Cieszyły się także większymi przywilejami i zarobkami niż „pocieszycielki” z Korei i innych krajów. W niektórych przypadkach liczba ich klientów przez cały okres pracy w ianjo ograniczała się do zaledwie kilku oficerów. Ianjo, w których pracowały Japonki, były zazwyczaj położone w bezpiecznej odległości od linii frontu. Po kapitulacji Japonii były ewakuowane do ojczyzny, podczas gdy ianfu innej narodowości zazwyczaj pozostawiano własnemu losowi.
Zasadniczo japońskie kręgi wojskowe wykluczały jednak możliwość rekrutacji znacznej liczby japońskich kobiet, gdyż pozostawałoby to w sprzeczności z nacjonalistyczną i patriarchalną ideologią, która przeznaczała japońskim kobietom przede wszystkim rolę żon i matek. Być może obawiano się również negatywnego wpływu takiej rekrutacji na gospodarkę kraju i morale wojska.

### Tajwan
Liczba „pocieszycielek” pochodzących z Tajwanu jest szacowana na około 1–2 tys. Yoshimi Yoshiaki szacuje, że nawet połowa z nich mogła być niepełnoletnia. Do 2018 roku ujawniło się 59 tajwańskich ocalałych, w tym 12 kobiet aborygeńskiego pochodzenia.
Zgromadzone jak dotąd dowody wskazują, że głównym celem werbowników były Tajwanki pochodzenia chińskiego. Były to zazwyczaj kobiety w wieku od 14 do 30 lat, pochodzące z rodzin o niskim statusie społeczno-ekonomicznym. Do pracy w ianjo werbowano je podstępem, kusząc fałszywymi obietnicami dobrze płatnej pracy w Japonii lub na terenach okupowanych. Gdy władze japońskie rozpoczęły mobilizację Tajwańczyków do pracy na rzecz wysiłku wojennego, wiele kobiet – motywowanych względami finansowymi – zgłosiło się na ochotnika. Niektóre zostały sprzedane przez rodziny. Zdecydowana większość ofiar nie była świadoma, jaką pracę będą wykonywać w ianjo.
Jeszcze przed 1940 rokiem na Tajwanie istniała sieć domów publicznych, których klientelą byli zamieszkujący na wyspie Japończycy. Po wybuchu wojny na Pacyfiku zostały one przekształcone w wojskowe „ośrodki pocieszycielskie” – zarządzane bezpośrednio przez wojsko lub posiadające „cywilną fasadę”. Wiele kobiet pochodzenia chińskiego trafiło najpierw do tych ośrodków, skąd później były sukcesywnie wywożone do ianjo położonych poza Tajwanem. Niektórzy japońscy weterani twierdzili, że tajwańskie ianfu cieszyły się nieco wyższym statusem, niż kobiety z innych krajów. Ich klientami mieli być jakoby przede wszystkim japońscy cywile. Tajwańska badaczka Chu Te-lan podaje jednak te relacje w wątpliwość. Z jej ustaleń wynika, że Tajwanki nie cieszyły się lepszym traktowaniem niż Koreanki i podobnie jak one musiały obsługiwać szeregowych żołnierzy oraz podoficerów.
W przypadku ofiar pochodzenia aborygeńskiego znany jest tylko jeden przypadek wywiezienia kobiety poza Tajwan. Zdecydowaną większość aborygeńskich „pocieszycielek” uczyniono niewolnicami seksualnymi przy japońskich oddziałach stacjonujących w górskich rejonach wyspy. Przymusowy werbunek aborygenek nasilił się w 1944 roku, kiedy to wobec pogarszającej się sytuacji militarnej w japońskich oddziałach zaczęła spadać dyscyplina, a dla żołnierzy służących w odległych bazach odwiedzanie zwykłych ianjo stało się utrudnione lub wręcz niemożliwe. Żołnierze, prawdopodobnie korzystając ze wsparcia lokalnej policji, zabierali młode aborygeńskie kobiety do swoich baz, gdzie początkowo pracowały jako sprzątaczki, krawcowe czy praczki, by w krótkim czasie stać się również niewolnicami seksualnymi. Swoistą inicjacją do nowej roli był zazwyczaj zbiorowy gwałt dokonywany przez żołnierzy.

### Chiny
Do pracy w ianjo, które po masakrze nankińskiej zaczęły powstawać na okupowanych terenach Chin, werbowano – zazwyczaj pod przymusem – miejscowe kobiety. Wkrótce jednak Japończycy ograniczyli tę praktykę, obawiając się antagonizowania ludności oraz potencjalnej infiltracji ianjo przez wywiad Kuomintangu. W konsekwencji do regularnych „ośrodków pocieszycielskich”, które działały w chińskich miastach, zaczęto kierować przede wszystkim Koreanki.
Niemniej, jak wskazuje Tanaka, nadal częste były przypadki, gdy japońskie jednostki wojskowe – zwłaszcza te, które operowały na obszarach, gdzie realizowano politykę sankō-sakusen – porwały chińskie kobiety i dziewczęta. Stawały się one niewolnicami seksualnymi w tymczasowych („przestępczych”) ianjo, które organizowano bez wiedzy wyższych sztabów. W tego typu ośrodkach ofiary były gwałcone nie tylko przez japońskich żołnierzy, lecz również przez chińskich kolaborantów. Tych ostatnich japońska armia wykorzystywała ponadto do werbunku kobiet. Niektórzy uczestniczyli w tym procederze dobrowolnie, aczkolwiek miały także miejsce przypadki, gdy do tworzenia ianjo, pokrywania kosztów ich funkcjonowania oraz werbunku kobiet Japończycy zmuszali lokalną chińską administrację, w tym tworzone na terenach okupowanych tzw. stowarzyszenia na rzecz zachowania porządku.
Zdaniem Su Zhilianga i pozostałych autorów opracowania Chinese Comfort Women liczba pocieszycielek pochodzenia chińskiego sięgnęła co najmniej 200 tys. (na ogólną liczbę około 400 tys.). Są oni jednocześnie zdania, że liczba ianjo działających w Chinach była znacznie większa niż sugerowałyby to japońskie dokumenty wojskowe; w 1940 roku w samym tylko Szanghaju miało ich funkcjonować co najmniej 164. Oceniają, że większość, gdyż około 60% „ośrodków pocieszycielskich” działała na obszarach wiejskich, przy czym zdarzało się, że do miejskich ianjo kierowano kobiety zwerbowane lub uprowadzone na terenach wiejskich, a do ośrodków na głębokiej prowincji – kobiety z miast. Niektóre spośród ianjo funkcjonowały przez blisko 10 lat, inne działały zaledwie kilka tygodni lub nawet kilka dni.
Czasami chińskie kobiety były werbowane do pracy w ianjo fałszywymi obietnicami uzyskania zatrudnienia. Niemniej zdecydowana większość została uprowadzona bezpośrednio przez żołnierzy japońskich na obszarach okupowanych lub w strefie działań wojennych. Nierzadko owym porwaniom towarzyszył mord na pozostałych członkach rodziny. Podobnie jak Tanaka, Su, Qiu i Chen wskazują, że wiele kobiet uprowadzono do domów publicznych podczas akcji pacyfikacyjnych, prowadzonych m.in. w ramach polityki sankō-sakusen. Do grona „pocieszycielek” zaliczają przy tym również kobiety, które nie były stale przetrzymywane w ianjo, lecz regularnie „odwiedzane” przez japońskich żołnierzy lub regularnie wzywane do japońskich koszar i baz celem świadczenia tam usług seksualnych żołnierzom.
Su, Qiu i Chen utrzymują, że traktowanie chińskich „pocieszycielek” – w szczególności tych, które przetrzymywano w prowizorycznych ianjo – było wyjątkowo brutalne i skutkowało bardzo wysoką śmiertelnością. W równie brutalny sposób Japończycy mieli traktować jedynie ianfu pochodzące z Filipin.

### Filipiny
Na przełomie 1941–1942 roku większa część Filipin znalazła się pod japońską okupacją. Podobnie jak na innych okupowanych obszarach, japońska armia i marynarka przystąpiły niezwłocznie do organizowania „ośrodków pocieszycielskich”. Według jednego z odnalezionych japońskich dokumentów, na początku 1943 roku w Manili działało 17 ianjo dla zwykłych żołnierzy, zatrudniających 1064 „pocieszycielki”, a także cztery kluby oficerskie, które zatrudniały 120 kobiet (w obu wypadkach narodowość kobiet jest nieznana). Inne źródła informują, że ianjo działały na wyspach Mindanao, Masbate, Panay i Leyte. Z dużą dozą prawdopodobieństwa można założyć, że istniały także w innych miejscach.
Podobnie jak w Chinach, podczas werbunku filipińskich „pocieszycielek” Japończycy bardzo rzadko uciekali się do podstępu oraz korzystania z usług cywilnych werbowników. Na porządku dziennym były natomiast porwania dokonywane jawnie i bezpośrednio przez żołnierzy lub marynarzy. Kobiety i dziewczęta uprowadzano z domów, miejsc pracy lub wprost z ulic i dróg. Porwania miały niekiedy zaplanowany charakter, często jednak dokonywano ich spontanicznie. Nierzadko towarzyszył im mord na pozostałych członkach rodziny. Ofiary trafiały następnie do tymczasowych („przestępczych”) ianjo, które były organizowane przez poszczególne pododdziały bez wiedzy wyższych sztabów. Wedle wszelkiego prawdopodobieństwa owe porwania i gwałty były związane z prowadzonymi przez Japończyków operacjami przeciwpartyzanckimi.
Na Filipinach – podobnie jak w Chinach – średnia wieku ofiar była niższa niż w przypadku kobiet koreańskich. Wynosiła średnio 17,6 lat. Znane są przypadki, gdy niewolnicami seksualnymi stawały się filipińskie dziewczęta poniżej 15. roku życia, a nawet w wieku 10 lat.

### Holenderskie Indie Wschodnie

#### Europejki

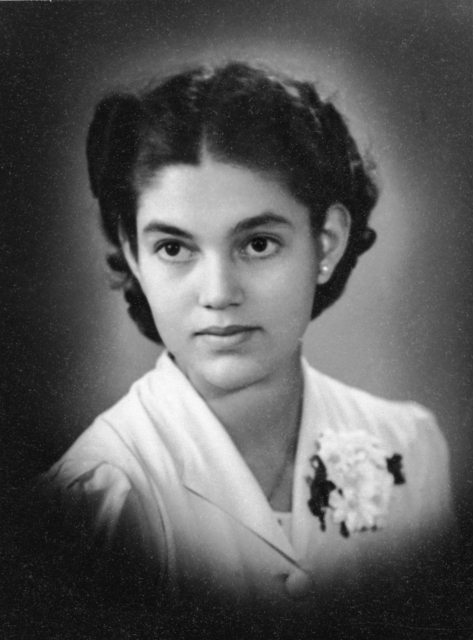
Jan Ruff O’Herne, która w 1944 roku była niewolnicą seksualną w ianjo w Semarang

Holenderskie Indie Wschodnie (ob. Indonezja) zostały podbite przez Japończyków w pierwszych miesiącach 1942 roku. Na okupowanym terytorium niemal natychmiast zaczęły powstawać ianjo. Początkowo werbowano do nich zawodowe prostytutki pochodzenia holenderskiego, euroazjatyckiego lub indonezyjskiego, które zdecydowały się kontynuować pracę pod japońską okupacją. Białe prostytutki trafiały przede wszystkim do oficerskich ianjo lub do cywilnych domów publicznych, przeznaczonych dla wysokiej rangi japońskich urzędników cywilnych i biznesmenów. Niektóre zostały konkubinami wyższych oficerów.
W połowie 1943 roku Japończycy zaczęli podejmować zabiegi, by zwerbować do ianjo młode Holenderki, które więziono w obozach dla internowanych. Prawdopodobnie motywacją było dążenie do ograniczenia liczby przypadków chorób wenerycznych, które szerzyły się w zastraszającym tempie wśród sił okupacyjnych. Podczas werbunku posługiwano się zarówno podstępem, jak i przymusem. Internowanym obiecywano, że będą wykonywały prace barmanek lub służących, a jednocześnie kuszono je obietnicami lepszego wyżywienia i traktowania. Zdarzało się, że pod pretekstem reorganizacji obozów usiłowano odsyłać młode kobiety do „ośrodków pocieszycielskich”.
W niektórych wypadkach twardy sprzeciw kobiet oraz protesty pozostałych więźniów spowodowały, że Japończycy zrezygnowali ze swych planów. Niemniej pewna liczba kobiet zgodziła się zostać „pocieszycielkami”. Niektóre uczyniły to w obawie przed represjami ze strony Kempeitai, inne by uniknąć głodu i tragicznych warunków bytowych, które panowały w obozach. Miały również miejsce przypadki, gdy kobiety i dziewczęta siłą zabierano z obozów, aczkolwiek – być może na skutek solidarnej postawy internowanych lub obaw Japończyków przed uciekaniem się do skrajnej przemocy – werbunek kobiet pochodzenia europejskiego nie przybrał nigdy tak brutalnej i masowej formy, jak miało to miejsce w przypadku kobiet pochodzenia azjatyckiego. 
Jeden z najbardziej znanych i najlepiej zbadanych przypadków przymusowego werbunku europejskich kobiet miał miejsce na początku 1944 roku w Semarang. Działała tam japońska szkoła oficerska, wśród której kadetów szerzyły się choroby weneryczne. Aby temu zaradzić, z inicjatywy komendantury szkoły utworzono cztery ianjo dla kadetów i instruktorów. Pod koniec lutego 1944 roku w okolicznych obozach dla internowanych rozpoczęto werbunek młodych Holenderek. Początkowo poszukiwano „ochotniczek”, lecz gdy okazało się to nieskuteczne, zastosowano bardziej siłowe metody. Ostatecznie z obozów w Halmaheili, Ambarawie i Gendanganie zabrano od 23 do 36 kobiet. Kilka z nich – prawdopodobnie byłe prostytutki – zgłosiło się dobrowolnie, lecz większość, w tym Jan Ruff O’Herne, zabrano pod przymusem. Były one więzione i gwałcone przez kilka tygodni. Kilka ofiar usiłowało popełnić samobójstwo lub podjęło nieudane próby ucieczki. 1 kwietnia 1944 roku ianjo w Semarang zostały niespodziewanie zamknięte, a ofiary odesłano do obozu dla internowanych. Był to efekt inspekcji, którą przeprowadził na Jawie płk Kaoru Odajima – wysokiej rangi oficer w Biurze ds. Jeńców Wojennych Ministerstwa Wojny. W jednym z obozów odbył on rozmowę z szefem więźniarskiego samorządu, którego córkę zmuszono do pracy w ianjo. Natychmiast zainterweniował w dowództwie 
16. Armii, a także w dowództwie Południowej Armii Ekspedycyjnej oraz w Ministerstwie Wojny. Prawdopodobnie japońskie dowództwo postanowiło zamknąć ianjo w Semarang w obawie przed ujawnieniem informacji, iż obywatelki państw alianckich, w tym osoby nieletnie, są zmuszane do prostytucji. Zdawano sobie ponadto sprawę z faktu, że werbunek Europejek stanowi złamanie zapisów konwencji o zakazie handlu ludźmi, których stroną była Japonia – i to nawet przy uwzględnieniu ich interpretacji stosowanej przez Tokio.
Z ustaleń zawartych w raporcie rządu Holandii z 1994 roku wynika, że całkowita liczba kobiet pochodzenia europejskiego, które były zmuszane do prostytucji w czasie japońskiej okupacji, wyniosła około 200–300. W 65 przypadkach można z dużą dozą pewności stwierdzić, że ofiary trafiły do ianjo na skutek fizycznego przymusu.

#### Indonezyjki i Euroazjatki

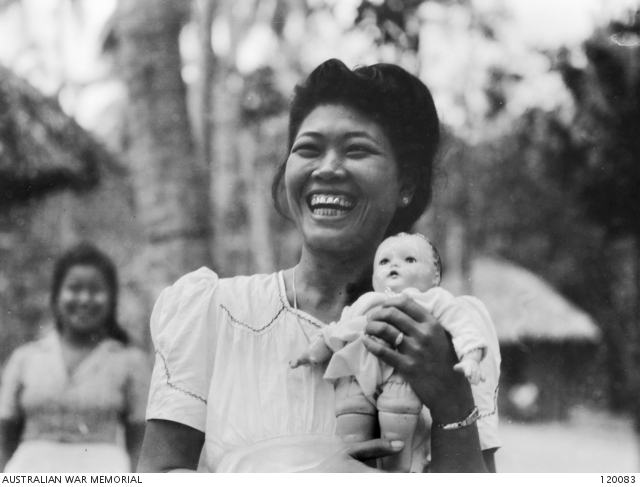
„Pocieszycielka” pochodząca z Jawy, wyzwolona przez żołnierzy australijskich w Kupangu na Timorze

Do pracy w ianjo zmuszono również wiele kobiet i dziewcząt pochodzenia euroazjatyckiego lub indonezyjskiego. Między innymi, wiosną 1944 roku w Semarang – już po zlikwidowaniu czterech ianjo, w których przetrzymywano młode Holenderki – władze japońskie wezwały 100 kobiet pochodzenia euroazjatyckiego, indonezyjskiego i chińskiego do stawienia się na lokalnej komendzie policji. Po badaniach medycznych wyselekcjonowano 20 kobiet, z których 17 trafiło ostatecznie do ianjo na wyspie Flores.
Między październikiem 1943 roku a czerwcem 1944 roku w Pontianaku na Borneo Japończycy aresztowali blisko 1,5 tys. cywilów pochodzenia indonezyjskiego, chińskiego i indyjskiego, których podejrzewali o współpracę z ruchem oporu. Większość po torturach zamordowano. Żony niektórych ofiar zostały aresztowane, wielokrotnie zgwałcone, a następnie uwięzione w ianjo, które były prowadzone przez Cesarską Marynarkę Wojenną.
Z badań, które prowadził Pramoedya Ananta Toer, wynika, że na Jawie często dochodziło do przypadków, gdy podstępem werbowano dziewczęta pochodzące z wyższych klas, w tym córki lokalnych naczelników, urzędników, policjantów i nauczycieli. Obiecywano im, że będą mogły podjąć naukę lub kursy zawodowe w Japonii. Ich ojcowie, jako japońscy kolaboranci, czuli się często zobowiązani, by na znak lojalności pozwolić im na wyjazd, dając tym samym przykład innym rodzinom. W rzeczywistości ich córki były wywożone do „ośrodków pocieszycielskich”. Podstęp oraz mniej lub bardziej bezpośredni przymus stosowano także na innych wyspach Indonezji. Niektóre ofiary trafiły do ianjo działających w obrębie archipelagu, inne wywożono do Singapuru, Syjamu lub na Nową Gwineę.
W latach 1993–2002 ponad 20 tys. indonezyjskich kobiet ujawniło się jako ofiary przymusowej prostytucji, aczkolwiek część z nich prawdopodobnie padła ofiarą przemocy seksualnej, która nie była bezpośrednio związana z funkcjonowaniem systemu „ośrodków pocieszycielskich”.

### Inne

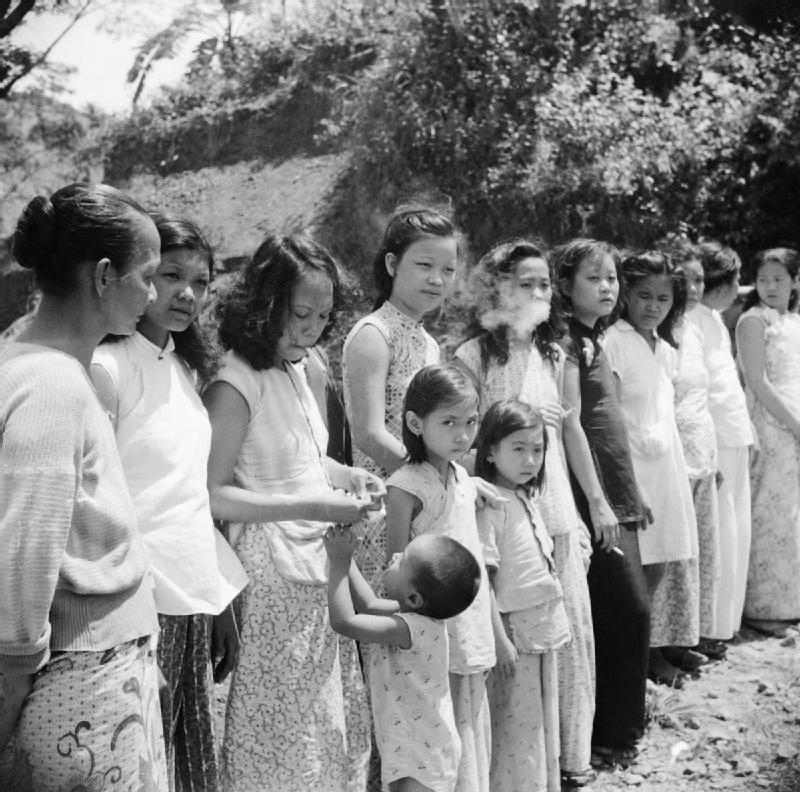
Chińskie i malajskie kobiety z Penangu, które zmuszano do prostytucji w ianjo na Andamanach

Pewne dowody oraz relacje świadków wskazują, że japońskie siły zbrojne zmuszały do prostytucji także kobiety i dziewczęta pochodzące z Malajów, Birmy i Indochin. Skala tego zjawiska jest jednak trudna do oszacowania. W ianjo funkcjonujących w Mandżurii spotykać miano nawet rosyjskie emigrantki.
W Singapurze i na Malajach przymusowym werbunkiem objęto przede wszystkim kobiety i dziewczęta, które wywodziły się z chińskiej diaspory. Większość prawdopodobnie uprowadzono pod przymusem. Kobiety malajskie i indyjskie, których społeczności Japończycy uważali za bardziej lojalne, były mniej zagrożone, aczkolwiek niektóre z nich mogły podjąć pracę w ianjo z przyczyn ekonomicznych.
W 1942 roku Japończycy usiłowali zwerbować 32 australijskie pielęgniarki wojskowe, które przetrzymywano w obozie dla internowanych nieopodal Palembangu na Sumatrze. Posługiwali się przy tym zarówno szantażem, jak i podstępem. W obliczu solidarności i zdecydowanego oporu kobiet metody te jednak zawiodły, a Japończycy nie zdecydowali się użyć bezpośredniego przymusu.

## Życie w „ośrodkach pocieszycielskich”

### Warunki bytowe

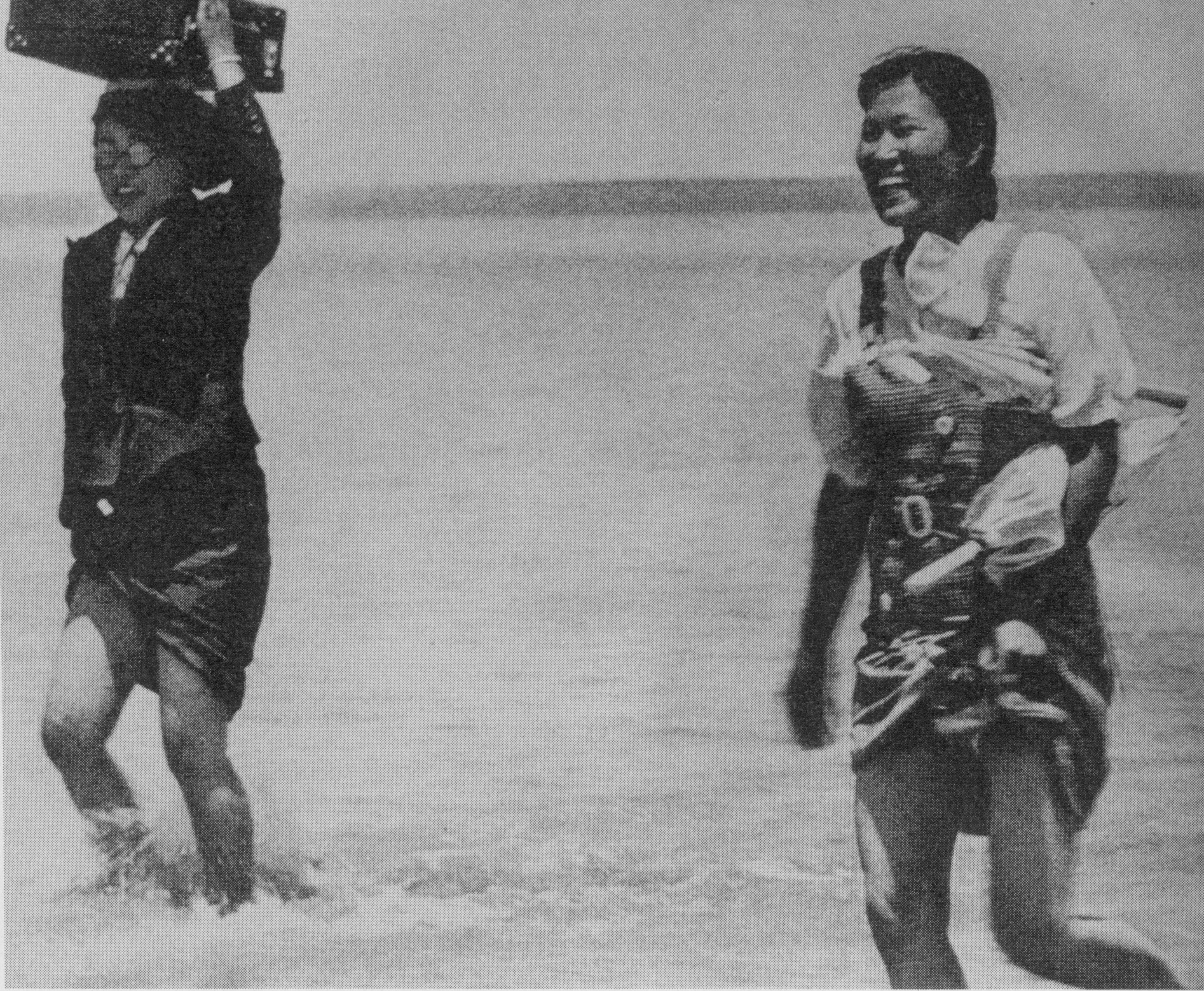
„Pocieszycielki” przeprawiające się przez rzekę Huang He

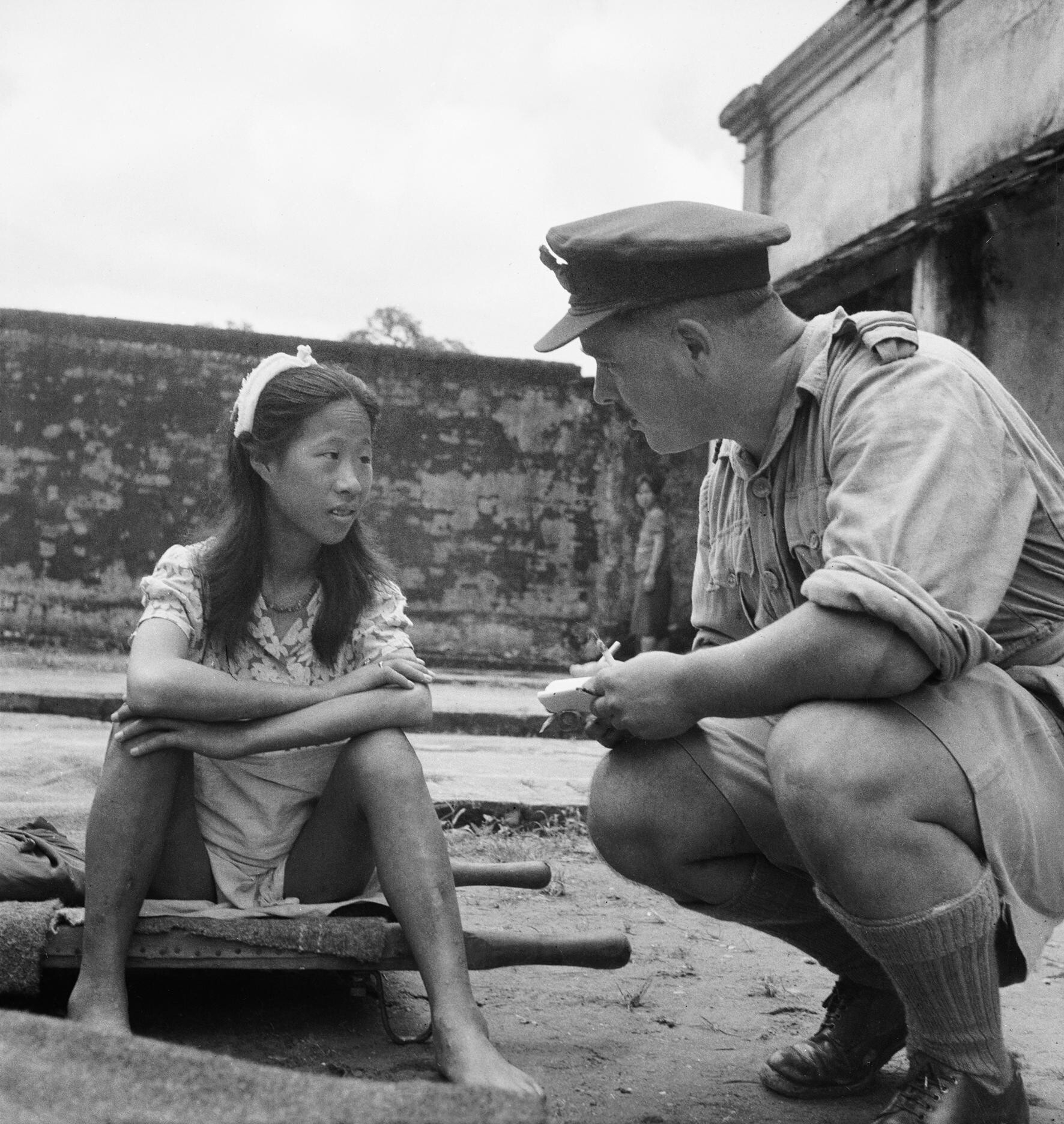
Nieletnia „pocieszycielka” pochodzenia chińskiego wyzwolona przez wojska brytyjskie w Birmie

Kobiety, które zwerbowano podstępem do pracy w ianjo, zazwyczaj dopiero po przybyciu do miejsca przeznaczenia dowiadywały się, jaka będzie prawdziwa natura ich pracy. Niektóre protestowały i domagały się, by odesłać je z powrotem. Zazwyczaj w takich sytuacjach kierownicy ianjo informowali kobiety, że ich rodzinom wypłacono już duży zadatek, który muszą odpracować, lub że powinny odpracować poniesione przez niego koszty transportu i wyżywienia (wraz z odsetkami). Te które nadal stawiały opór, zmuszano do posłuszeństwa brutalną przemocą.
Zazwyczaj po umieszczeniu w ianjo kobietom nadawano japońskie imiona. Niektóre z koreańskich i chińskich ocalałych wspominały, że zamiast nowych imion nadawano im wyłącznie numery. „Pocieszycielki” zwerbowane podstępem otrzymywały zazwyczaj umowę o pracę, opiewającą na okres 12 lub 18 miesięcy. Często poddawano je presji, by ją przedłużyć.
„Ośrodki pocieszycielskie” organizowano zazwyczaj w miejscach wskazanych przez władze wojskowe. W przypadku ośrodków stałych były to zarekwirowane hotele, duże restauracje, duże domy prywatne, a nawet budynki szkolne oraz kościoły i świątynie. W przypadku bardziej prowizorycznych ośrodków, organizowanych w pobliżu linii frontu, funkcję tę pełniły wyznaczone pomieszczenia na terenie koszar, prowizoryczne chaty lub baraki, a nawet wojskowe namioty. W niektórych ianjo – zwłaszcza w dużych miastach – panowały niemal luksusowe warunki. W innych były one bardzo skromne. Nierzadko jako miejsce zamieszkania i pracy służyły „pocieszycielkom” niewielkie pokoje z matą na podłodze i kurtyną zamiast drzwi i ścian.
W przypadku większości ianjo klientela pozostawała ograniczona wyłącznie do wojskowych. Miało to zminimalizować ryzyko wystąpienia chorób wenerycznych oraz zagrożeń kontrwywiadowczych. Niektóre ianjo podążały w ślad za jednostkami wojskowymi, do których były przydzielone. Inne miały stałą lokalizację, aczkolwiek ich klientami byli nie tylko żołnierze z oddziałów, które były stale zakwaterowane w pobliżu, lecz również członkowie tych jednostek, które znajdowały się w tranzycie.
Prawo do odwiedzania ianjo przysługiwało nie tylko rdzennym Japończykom, lecz również Koreańczykom i Tajwańczykom wcielonym do japońskiej armii, a nawet kolaborantom z indonezyjskich lub chińskich formacji paramilitarnych.
W ianjo obowiązywały zazwyczaj podobne cenniki, choć czasami występowały pewne regionalne różnice. W myśl regulacji, które wydano w Szanghaju w kwietniu 1932 roku, za godzinę spędzoną z „pocieszycielką” pochodzenia japońskiego wojskowi musieli płacić 1,5 jena, a w przypadku Koreanek lub Chinek – 1 jen. Japoński raport z 1938 roku, opracowany przez jednostkę wojskową stacjonującą w środkowych Chinach, informuje o następujących cenach: 2 jeny za godzinę spędzoną z japońską „pocieszycielką”, 1,5 jena w przypadku kobiet pochodzenia koreańskiego, 1 jen w przypadku kobiet pochodzenia chińskiego. Inny japoński dokument, który dotyczył cen obowiązujących w ianjo działających w Manili w 1943 lub 1944 roku, informuje natomiast, że za godzinę spędzoną z „pocieszycielką” pochodzenia japońskiego lub koreańskiego oficerowie i chorążowie płacili 3 jeny, a w przypadku kobiety pochodzenia chińskiego – 2,5 jena. Dla podoficerów opłata wynosiła odpowiednio 2,5 i 2 jeny, a dla szeregowców – 2 lub 1,5 jena. Fakt, iż w tym okresie cena za usługi japońskich i koreańskich ianfu była już jednakowa, Soh interpretuje jako oznakę stopniowego awansu tych ostatnich w hierarchii „pocieszycielek”.
Działalność ianjo była ściśle regulowana przez japońskie władze wojskowe. Funkcjonowały one zazwyczaj na tych samych zasadach, choć czasami występowały pewne regionalne różnice. Zazwyczaj od 9:00 lub 10:00 rano do godzin popołudniowych „ośrodki pocieszycielskie” służyły szeregowym żołnierzom, od 16:00 do 20:00 wstęp mieli podoficerowie, podczas gdy od 20:00 do północy lub nawet do wczesnych godzin porannych były zarezerwowane wyłącznie dla oficerów. Ci ostatni mieli zasadniczo nieograniczony wstęp do „ośrodków pocieszycielskich”, podczas gdy podoficerowie i szeregowcy zazwyczaj mogli je odwiedzać raz w tygodniu – w dniu, który w ich jednostce był wyznaczony jako wolny od służby. Zapisy z dziennika bojowego jednego z japońskich pułków piechoty wskazują, że zdarzały się sytuacje, gdy pewnym kategoriom żołnierzy zabraniano wstępu do ianjo (kadetom, rekrutom, którzy nie ukończyli podstawowego szkolenia, żołnierzom imiennie wskazanym przez oficerów). Japońska dziennikarka i aktywistka Yayori Matsui szacuje, że w czasie wojny około 80% japońskich żołnierzy choć raz odwiedziło ianjo.
Odgórnie uregulowano kwestię wynagrodzenia „pocieszycielek”. Dla przykładu, zarządzenie wydane w Manili w lutym 1943 roku przewidywało, że właściciel ianjo i „pocieszycielka” powinni dzielić się po połowie opłatą za każdą wizytę. To samo zarządzenie przewidywało, że właściciele będą z własnej kieszeni pokrywać koszty wyżywienia i zamieszkania kobiet, podczas gdy te ostatnie były zobowiązane samodzielnie pokrywać koszty zakupu odzieży, kosmetyków i usług fryzjerskich. Ponadto w razie konieczności właściciele powinni pokryć 70% kosztów leczenia kobiety. Z kolei na Malajach wprowadzono zasadę, że „pocieszycielka” będzie otrzymywać 40% opłaty za wizytę, jeśli przed rozpoczęciem pracy ona lub jej rodzina otrzymała zadatek o wysokości przekraczającej 1500 jenów. Jeśli natomiast zadatek był niższy, jej udział powinien wynosić 50%, a w przypadku, gdy nie wypłacono go wcale – 60%. Z kolei w odniesieniu do opieki medycznej właściciele byli zobowiązani pokryć 50% kosztów w przypadku zajścia przez „pocieszycielkę” w ciążę lub zapadnięcia na chorobę podczas wykonywania pracy, podczas gdy w pozostałych przypadkach to ona pokrywała całość kosztów leczenia.
W praktyce częste były przypadki, gdy „pocieszycielki” otrzymywały minimalne wynagrodzenie lub nie otrzymywały go wcale, ponieważ właściciele i kierownicy ianjo – korzystając ze swojej pozycji oraz braku doświadczenia i wykształcenia kobiet – zagarniali gros zysków dla siebie. Częsta była również praktyka wstrzymywania wypłat do chwili zakończenia obowiązywania umowy. Często nawet po spłaceniu „długu” wobec sutenera kobiety były zobowiązane przekazać znaczną część zarobku na specjalne konto oszczędnościowe lub dokonywać „dobrowolnych wpłat” na rzecz japońskiego wysiłku wojennego. Niektóre kobiety mogły liczyć na dodatkowy dochód w postaci napiwków od żołnierzy.
Japońskie władze wojskowe przywiązywały bardzo dużą wagę do kwestii zapobiegania chorobom wenerycznym. Raz na 7 lub 10 dni „pocieszycielki” przechodziły obowiązkowe badania medyczne. Żołnierze odwiedzający ianjo mieli natomiast obowiązek używania prezerwatyw. W dodatku zarówno kobiety, jak i żołnierze, byli zobowiązani do dezynfekcji genitaliów po każdym odbytym stosunku (zazwyczaj wykorzystywano w tym celu lizol lub nadmanganian potasu). W praktyce „pocieszycielki” często zapadały jednak na choroby weneryczne. Było to m.in. spowodowane faktem, że wielu żołnierzy odmawiało używania prezerwatyw lub na skutek problemów zaopatrzeniowych ich liczba okazywała się niewystarczająca. Kobietom, u których zdiagnozowano chorobę weneryczną, podawano silne środki, takie jak salwarsan lub terramycyna. Często wywoływały one poważne skutki uboczne. Zdarzało się, że „pocieszycielki” zachodziły w ciążę. W takich wypadkach były zmuszane do aborcji lub oddania dziecka po urodzeniu. W niektórych przypadkach metody profilaktyki lub aborcji skutkowały niepłodnością kobiet.

### Traktowanie
Zazwyczaj „pocieszycielki” mogły liczyć na zaledwie 1–2 dni wolne w miesiącu. W pozostałe były zmuszone obsługiwać klientów. Z relacji ocalałych wynika, że zazwyczaj przyjmowały od kilku do dziesięciu żołnierzy dziennie. W weekendy lub w dniach przypadających przed akcjami bojowymi bądź po ich zakończeniu liczba klientów mogła jednak wzrosnąć nawet do 30–50 dziennie. Zasadniczo czas na wizytę jednego żołnierza wynosił około 30 minut, lecz w dniach szczególnie natężonego ruchu był skracany do zaledwie kilku minut. W tych okolicznościach zachowanie higieny było praktycznie niemożliwe, a cierpienia kobiet i negatywne skutki dla ich zdrowia znacząco wzrastały. Teoretycznie w okresie menstruacji kobietom przysługiwał czas wolny od pracy, jednakże wielu kierowników ianjo nie przestrzegało tej zasady. W praktyce jedynym czynnikiem bezwzględnie zwalniającym od pracy były obowiązkowe badania medyczne.
Warunki życia oraz stopień przemocy, którego doświadczały „pocieszycielki”, nie były jednakowe i zazwyczaj zależały od czynników geograficznych i chronologicznych, a także od ich narodowości. Dla przykładu japońskie „pocieszycielki” cieszyły się najlepszym traktowaniem, a ich klientami byli zazwyczaj wyłącznie oficerowie. W niektórych ianjo także kobiety innej narodowości żyły w stosunkowo dobrych warunkach. Nie były przy tym całkowicie pozbawione praw, gdyż mogły na przykład odmówić przyjęcia żołnierza, który był zbyt pijany. Niektóre po spłaceniu „długu” wobec sutenera mogły powrócić do domu. Znany jest przypadek koreańskiej „pocieszycielki”, która zabiła w samoobronie pijanego japońskiego podoficera i została później uniewinniona przez japoński sąd wojenny. Wspomnienia kobiet i weteranów dostarczają dowodów, iż niektórzy żołnierze traktowali „pocieszycielki” z szacunkiem i współczuciem. Niekiedy rodziły się między nimi związki uczuciowe.
Niemniej we wspomnieniach ocalałych o wiele bardziej liczne są wzmianki o aktach przemocy ze strony pijanych lub agresywnych żołnierzy. Zjawisko to nasiliło się zwłaszcza w ostatnim okresie wojny, gdy poziom dyscypliny w szeregach Cesarskiej Armii zaczął spadać. Szczególnie brutalnie mieli obchodzić się z kobietami żołnierze, którzy odwiedzali „ośrodki pocieszycielskie” tuż po zakończeniu misji bojowych. „Pocieszycielki” nierzadko były także bite i terroryzowane przez właścicieli i kierowników ianjo – na przykład, gdy nie obsłużyły przewidzianej liczby klientów lub zachorowały. Ich swoboda poruszania się była ograniczona, w skrajnych wypadkach były traktowane jak więźniarki. O jednoznacznym niewolnictwie seksualnym można mówić zwłaszcza w odniesieniu do kobiet i dziewcząt, które trafiały do „tymczasowych”/„przestępczych” ianjo, organizowanych przez japońskie oddziały w Chinach i na Filipinach. W takich ośrodkach zazwyczaj panowały wyjątkowo ciężkie warunki bytowe, nie obowiązywały normy dotyczące zachowania higieny, a „pocieszycielki” były brutalnie traktowane, nie otrzymywały nawet symbolicznego wynagrodzenia, a często nie były nawet poddawane badaniom medycznym.
Brak znajomości lokalnego języka, a często także brak wiedzy co do dokładnego miejsca pobytu, powodowały, że niezwykle rzadko „pocieszycielki” decydowały się na podjęcie próby ucieczki. Niektóre, nie mogąc znieść swojego położenia, popełniały samobójstwo lub szukały ukojenia w alkoholu i narkotykach. Czasami ciężko chorym lub uzależnionym od opium kobietom pozwalano powrócić do domów. W takich wypadkach konieczna mogła być wcześniejsza zgoda Kempeitai. W okupowanych Chinach miały miejsce przypadki, gdy ofiary zwalniano z ianjo po zapłaceniu wysokiego okupu przez rodziny.
Trudna do ustalenia liczba „pocieszycielek” zginęła podczas działań wojennych – z powodu głodu, chorób zakaźnych, w alianckich nalotach, na zatopionych „piekielnych statkach”. Niektóre w obliczu klęski zostały zmuszone do samobójstwa lub zamordowane przez japońskich żołnierzy. Między innymi, w lutym 1944 roku na atolu Truk – po silnych bombardowaniach, które zdawały się zapowiadać nieprzyjacielski desant – japońscy marynarze zamordowali blisko 70 „pocieszycielek”. Podczas walk o archipelag Marianów zginęły niemal wszystkie „pocieszycielki”, które pracowały na wyspach Saipan i Tinian; niektóre wraz z miejscowymi kobietami popełniły samobójstwo rzucając się do morza. Podczas bitwy o Okinawę w 1945 roku zginęła prawdopodobnie ponad połowa z około 350 koreańskich „pocieszycielek”, które przebywały na wyspie.
Po kapitulacji Japonii „pocieszycielki” pochodzenia nie-japońskiego były zazwyczaj porzucane i pozostawiane własnemu losowi.  Zdarzało się, że po wyzwoleniu były gwałcone – zwłaszcza przez żołnierzy sowieckich i chińskich, lecz niekiedy również przez żołnierzy australijskich i amerykańskich.
Spośród kobiet, które otrzymywały wynagrodzenie za pracę w ianjo, niewielka liczba zdołała zaoszczędzić i przekazać rodzinom pewne sumy pieniędzy. Większość po kapitulacji Japonii pozostała jednak z niczym. Niektóre odkładały swoje oszczędności w japońskim wojskowym środku płatniczym (gumpyō), który stał się bezwartościowy po zakończeniu wojny. Inne straciły dostęp do depozytów, które trzymały w japońskiej poczcie lub w wojskowych kasach oszczędnościowych lub też ich depozyty stały się bezwartościowe na skutek powojennej inflacji.

## Liczba ofiar
Ze względu na zniszczenie lub ukrycie wielu japońskich dokumentów wojskowych nie sposób określić, ile „pocieszycielek” było zmuszanych do pracy w wojskowych domach publicznych. Ich liczbę szacuje się zazwyczaj na 50 tys. do 200 tys. Czasami podawane są jeszcze bardziej rozbieżne szacunki, tj. od 20 tys. do 400 tys.
W japońskich planach wojskowych z lipca 1941 roku przyjęto założenie, że na każde 700 tys. żołnierzy przypadać powinno 20 tys. „pocieszycielek” – a więc jedna kobieta na 35 żołnierzy. Biorąc pod uwagę fakt, że w czasie wojny na Pacyfiku poza granicami kraju walczyło blisko 3,5 mln japońskich żołnierzy, mogłoby to oznaczać, że przez ianjo przewinęło się blisko 100 tys. kobiet.
C. Sarah Soh uważa, że liczba „pocieszycielek” sięgnęła kilkudziesięciu tysięcy, przy czym liczbę 50 tys. traktuje jako podstawę wyjściową do dalszych kalkulacji. Gregory Hicks przypuszcza, że ich liczba mogła wynieść nawet 139 tys. Jean-Luis Margolin uważa, że wyniosła maksymalnie 200 tys., przy czym przedział między 50 a 100 tys. uważa za najbardziej prawdopodobny. Kim Il Myon szacuje liczbę „pocieszycielek” na 103 500, Ikuhiko Hata na około 60–90 tys., a Yoshimi Yoshiaki w przedziale od 155 tys. do 206 tys.
Zazwyczaj przyjmuje się, że zdecydowana większość „pocieszycielek”, być może nawet 80%, pochodziła z Korei. Wśród pozostałych znajdowały się m.in. kobiety z Tajwanu, Chin, Filipin, Malajów, Holenderskich Indii Wschodnich, Birmy, Indochin Francuskich, a także niewielka liczba kobiet japońskich.
Odmienne szacunki przedstawiają Su Zhiliang i inni chińscy badacze. Ich zdaniem liczba „pocieszycielek” sięgnęła od 360 tys. do 400 tys. Wśród nich miało się znajdować co najmniej 200 tys. Chinek, od 140 tys. do 160 tys. Koreanek, 20 tys. Japonek, kilka tysięcy kobiet z Tajwanu i krajów Azji Południowo-Wschodniej oraz kilkaset kobiet pochodzenia europejskiego.
Liczba „pocieszycielek”, które zmarły, zginęły lub zostały zamordowane, również pozostaje trudna do ustalenia. Jean-Luis Margolin jest zdania, że ofiar śmiertelnych było wśród nich relatywnie niewiele, z pewnością mniej niż wśród alianckich jeńców wojennych czy azjatyckich robotników przymusowych. George Hicks szacuje, że blisko 1/6 ianfu poniosła śmierć, podczas gdy Wallace Edwards jest skłonny szacować współczynnik ofiar śmiertelnych nawet na 75%. Z kolei według chińskich badaczy współczynnik ofiar śmiertelnych wśród chińskich „pocieszycielek” mógł przekroczyć 90%.

## Znaczenie i powojenne oceny
W Korei Południowej, a w mniejszym stopniu także w Chinach, Indonezji i na Filipinach, „pocieszycielki” stały się symbolem zbrodni popełnionych przez Cesarstwo Japonii. Przymusowa prostytucja czasu wojny jest – obok masakry w Nankinie – najbardziej znaną, najczęściej dyskutowaną i najsilniej potępianą japońską zbrodnią wojenną.
Japońskie dowództwo nie zdołało osiągnąć większości celów, które zamierzało zrealizować poprzez utworzenie „ośrodków pocieszycielskich”. Liczba gwałtów dokonywanych przez żołnierzy nie spadła w znaczący sposób, gdyż w szeregach Cesarskiej Armii Japońskiej panowało powszechne przyzwolenie dla dokonywania tego typu przestępstw. Niektórzy oficerowie wręcz zachęcali podwładnych do gwałcenia kobiet, wierząc, że wzrośnie w ten sposób ich morale i „duch bojowy”. Prawdopodobnie nie bez znaczenia był również fakt, że z perspektywy zwykłych żołnierzy wizyty w ianjo wiązały się ze stosunkowo dużymi kosztami.
Nie udało się także znacząco zmniejszyć liczby przypadków chorób wenerycznych. Dla przykładu, z raportów 15. Dywizji Piechoty, która walczyła w północnych Chinach, wynika, że każdego miesiąca u 15% do 20% „pocieszycielek” wykrywano chorobę weneryczną. Inne statystyki wskazują z kolei, że liczba zachorowań wśród żołnierzy Cesarskiej Armii Japońskiej wzrosła z 11 983 w 1942 roku do 12 557 w 1943 roku oraz 12 587 w 1944 roku (prawdziwe liczby były zapewne wyższe). Było to spowodowane faktem, że wielu żołnierzy niechętnie używało prezerwatyw i środków dezynfekcyjnych, a surowe kary grożące chorym zniechęcały żołnierzy do szukania pomocy u wojskowych lekarzy.
Autorzy anglojęzyczni w zdecydowanej większości uznają system „ośrodków pocieszycielskich” za przypadek niewolnictwa seksualnego. Podobne oceny formułowano w rządowych i międzynarodowych raportach poświęconych tej kwestii. Gregory Hicks opisuje system „ośrodków pocieszycielskich” jako „zalegalizowany wojskowy gwałt na ubezwłasnowolnionych kobietach – o skali i czasie trwania niespotykanym w historii”, a Christina Lamb – jako „jeden z największych oficjalnie usankcjonowanych systemów przemocy seksualnej i handlu ludźmi w historii”. Niektórzy koreańscy autorzy byli skłonni go postrzegać wręcz jako formę ludobójstwa na narodzie koreańskim.
Centrum Badania i Dokumentacji Japońskiej Odpowiedzialności za Wojnę w swym apelu z 2007 roku wskazywało, że o ile funkcjonujący w Japonii system licencjonowanej prostytucji był de facto formą niewolnictwa seksualnego, o tyle system „ośrodków pocieszycielskich”, stanowił jednoznaczny przypadek niewolnictwa seksualnego – o wiele bardziej kompleksowy i jawny.
Yuki Tanaka uznaje „pocieszycielki” za ofiary „zinstytucjonalizowanego gwałtu” i niewolnictwa seksualnego. W jego ocenie stworzony przez Cesarstwo Japonii system przymusowej prostytucji był bezprecedensowy ze względu na swe okrucieństwo, zasięg geograficzny, czas istnienia, liczbę ofiar, a także ze względu na zakres zaangażowania struktur państwowych w jego zorganizowanie i funkcjonowanie. Określa go mianem „największego, najbardziej wyszukanego, a zarazem jednego z najbardziej brutalnych systemów handlu kobietami w dziejach ludzkości”. Kwalifikuje go jednocześnie jako zbrodnię przeciwko ludzkości.
Inne podejście proponuje C. Sarah Soh, której zdaniem „pocieszycielki” nie powinny być postrzegane in gremio jako ofiary niewolnictwa seksualnego, lecz raczej jako ofiary „przemocy strukturalnej ze względu na płeć”. W jej ocenie za ich cierpieniami stała „wzajemnie wzmacniająca się konwergencja seksizmu, klasizmu, rasizmu, kolonializmu, militaryzmu i kapitalistycznego imperializmu”. Postrzega jednocześnie system „ośrodków pocieszycielskich” jako element szerszego procesu eksploatacji azjatyckiej siły roboczej (męskiej i żeńskiej), którą Cesarstwo Japonii prowadziło w swoich koloniach oraz w krajach okupowanych. Przedstawianie wszystkich bez wyjątku „pocieszycielek” jako ofiar niewolnictwa seksualnego i japońskich zbrodni wojennych jest natomiast jej zdaniem uproszczeniem, ignorującym zarówno społeczno-kulturowe i historyczne korzenie przemocy wobec kobiet, jak i zróżnicowane doświadczenia ocalałych. Uważa jednocześnie, że taka narracja jest efektem upolitycznienia kwestii „pocieszycielek” zarówno przez ponadnarodowy ruch praw kobiet, jak i koreańskie środowiska nacjonalistyczne.
Również Jean-Luis Margolin uznaje zjawisko „pocieszycielek” za element japońskiej polityki eksploatacji azjatyckiej siły roboczej. Sprzeciwia się jednocześnie określaniu wszystkich „pocieszycielek” mianem ofiar niewolnictwa seksualnego, podkreślając, że ich status i traktowanie nie zawsze były jednakowe.
Argentyńska prawniczka Carmen Argibay jest niemniej zdania, że „pocieszycielki” były ofiarami niewolnictwa seksualnego. W jej ocenie ze względu na warunki panujące w ianjo, zakres kontroli, którą roztaczano nad kobietami, oraz sposób ich traktowania, nawet pracujące w ianjo zawodowe prostytutki powinny zostać uznane za niewolnice seksualne. Krytycznie odnosi się jednocześnie do określenia „przymusowa prostytucja”, uznając, że zaciemnia ono prawdziwą naturę „ośrodków pocieszycielskich”, stygmatyzuje ofiary oraz sugeruje pewną formę dobrowolności po ich stronie.

## Powojenne postępowania karne

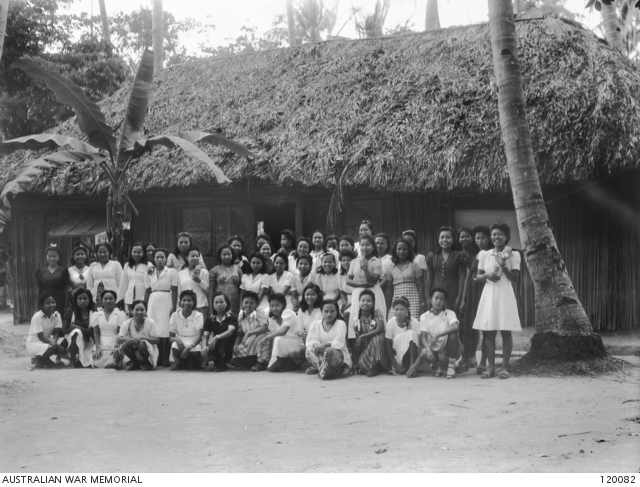
„Pocieszycielki” pochodzące z Jawy, wyzwolone przez żołnierzy australijskich w Kupangu na Timorze

W obliczu klęski japońskie dowództwo było zdeterminowane zatrzeć ślady popełnionych zbrodni wojennych, w tym ślady po funkcjonowaniu „ośrodków pocieszycielskich”. Japońskie depesze radiowe, które zostały przechwycone i odszyfrowane przez aliantów, zawierają m.in. informację, że po ogłoszeniu kapitulacji Japonii w sierpniu 1945 roku ianfu pracujące dotąd w Singapurze i Makasarze zostały fikcyjnie zatrudnione w charakterze pielęgniarek w japońskich szpitalach wojskowych.
W czasie wojny amerykańskie władze wojskowe były świadome faktu istnienia „ośrodków pocieszycielskich”. Informacje na ten temat, niekiedy o dużym stopniu szczegółowości, znalazły się w raportach sporządzanych przez Allied Translator and Interpreter Section. Pewna liczba koreańskich „pocieszycielek” została odnaleziona przez alianckich żołnierzy podczas walk w Birmie i na Okinawie. Na Borneo i Timorze żołnierze australijscy odnaleźli z kolei „pocieszycielki” pochodzące z Jawy.
Niemniej zarówno Amerykanie, jak i pozostali alianci, co do zasady nie byli zainteresowani zbadaniem systemu przymusowej prostytucji ani osądzeniem osób odpowiedzialnych za jego stworzenie i funkcjonowanie. Na etapie przygotowań do procesu japońskich przywódców przed Międzynarodowym Trybunałem Wojskowym dla Dalekiego Wschodu w Tokio prokuratorzy chińscy, holenderscy i francuscy przygotowali dokumentację, która zawierała dowody na niewolnictwo seksualne stosowane przez japońskie siły zbrojne. Niemniej zjawisku przymusowej prostytucji nie poświęcono w trakcie procesu większej uwagi. W sentencji wyroku pokrótce wspominano o zaledwie jednym incydencie, dotyczącym podstępnego werbowania chińskich kobiet z Guilin do pracy w domach publicznych.
Jedyne procesy dotyczące tego typu zbrodni, przeprowadzone przed alianckimi trybunałami wojskowymi, odbyły się w Holenderskich Indiach Wschodnich. Władze holenderskie były przy tym zdeterminowane, aby osądzić wyłącznie te przypadki niewolnictwa seksualnego, których ofiarami padły białe Holenderki, zazwyczaj wywodzące się z klasy średniej. Zasadniczo, poza dwoma wyjątkami, nie były natomiast zainteresowane ukaraniem osób odpowiedzialnych za zmuszanie do prostytucji kobiet pochodzenia azjatyckiego lub mieszanego.
- w lutym 1948 roku przed holenderskim trybunałem wojskowym w Batawii rozpoczął się proces dwunastu Japończyków, którym postawiono zarzut współudziału w zmuszaniu holenderskich kobiet i dziewcząt do prostytucji w „ośrodkach pocieszycielskich” w Semarang. Major Keiji Okada został skazany na karę śmierci i rozstrzelany. Pułkownik Shozo Ikeda – instruktor w szkole oficerskiej, który był jednym z dwóch głównych architektów planu utworzenia tych ośrodków – skutecznie symulował chorobę psychiczną, dzięki czemu otrzymał wyrok 15 lat pozbawienia wolności. Pozostałych ośmiu japońskich wojskowych i cywilów – w tym dwaj oficerowie medyczni i czterej kierownicy ianjo – usłyszało wyroki pozbawienia wolności w wymiarze od 2 do 20 lat. Dwóch oskarżonych uniewinniono[186].
- w lutym 1949 roku w odrębnym procesie sądzono komendanta szkoły wojskowej w Semarang gen. Seijiego Nozakiego. Trybunał wojskowy w Batawii uznał go winnym współudziału w zmuszaniu holenderskich kobiet i dziewcząt do prostytucji i skazał na karę 12 lat więzienia[186].
- przed holenderskim trybunałem stanęło także trzynastu funkcjonariuszy Tokkeitai, oskarżonych o współudział w aresztowaniu, torturowaniu i zamordowaniu blisko 1,5 tys. cywilów w Pontianaku na Borneo. Wszystkich oskarżonych uznano winnymi zarzucanych czynów, przy czym kpt. Toshiharu Okajima oraz dwóch innych funkcjonariuszy usłyszało wyrok śmierci. W trakcie tego procesu poruszono kwestię gwałcenia i zmuszania do prostytucji żon niektórych ofiar, aczkolwiek nie poświęcono jej wiele miejsca w sentencji wyroku[194].
- przed holenderskim trybunałem był sądzony japoński cywil Nakazaburō Ishibashi, któremu zarzucano, iż jako kierownik ianjo w Balikpapanie uprowadzał i zmuszał do prostytucji indonezyjskie kobiety. Dzięki korzystnym zeznaniom trzech kobiet został jednak uniewinniony[293].

Podczas jednego z procesów toczących się przed amerykańskim trybunałem wojskowym na wyspie Guam poruszono kwestię zmuszania do prostytucji mieszkanek tej wyspy. Głównym punktem oskarżenia było jednak zbezczeszczenie przez Japończyków amerykańskiej flagi.
Prawdopodobnie obojętność aliantów zachodnich przynajmniej po części wynikała z uprzedzeń na tle rasowym. Wśród „pocieszycielek” znajdowały się przede wszystkim kobiety pochodzenia azjatyckiego, stąd decydenci i śledczy nie byli zainteresowani osądzeniem osób odpowiedzialnych za ich cierpienia. Wyjątkiem były przypadki, w których do prostytucji zmuszano obywatelki państw alianckich o białym kolorze skóry. Yuma Totani sugeruje ponadto, że dowody zgromadzone tuż po wojnie przez alianckich prokuratorów były z różnych przyczyn zbyt słabe i nie pozwoliły postawić japońskim przywódcom zarzutu stworzenia zorganizowanego systemu przymusowej prostytucji i niewolnictwa seksualnego. Nicola Henry sugeruje z kolei, że w porównaniu z innymi japońskimi zbrodniami kwestia ta mogła zostać uznana za zbyt mało istotną z politycznego punktu widzenia.
Innym istotnym czynnikiem mogło być specyficzne – charakterystyczne dla silnie zmaskulinizowanych instytucji, takich jak wojsko – postrzeganie męskości i seksualności, ściśle powiązane z przedmiotowym traktowaniem kobiet. Tanaka wskazuje w tym kontekście, że zarówno w czasie II wojny światowej, jak i podczas powojennej okupacji Japonii, również amerykańska generalicja postrzegała kontrolowaną prostytucję jako efektywny sposób zapobiegania chorobom wenerycznym i podnoszenia morale w szeregach wojska. Konsekwencją takiego podejścia było nierozpoznanie przestępczej natury stworzonego przez Japonię systemu „ośrodków pocieszycielskich”. W amerykańskim raporcie z 1944 roku, sporządzonym na podstawie protokołów przesłuchań 20 Koreanek ujętych w Birmie, „pocieszycielki” zdefiniowano jednoznacznie jako „podążające za wojskiem prostytutki”.
Kwestia gwałtów wojennych i zmuszania kobiet do prostytucji była poruszana podczas procesów japońskich zbrodniarzy oraz chińskich kolaborantów, które toczyły się w Chinach w latach 1946–1949 przed trybunałami zorganizowanymi przez nacjonalistyczny rząd Czang Kaj-szeka. Liczba skazanych była jednak relatywnie niewielka, gdy wziąć pod uwagę skalę zjawiska. Ponadto nie podjęto próby jego dokładniejszego zbadania, a w trakcie procesów nie poruszono kwestii odpowiedzialności japońskiego państwa i przywódców za stworzenie systemu „ośrodków pocieszycielskich”. Do gwałtów i porywania chińskich kobiet przyznała się część japońskich oskarżonych, których sądzono podczas procesu w Taiyuan, zorganizowanego w 1956 roku przez chińskie władze komunistyczne, przy czym wyroki, które wtedy zapadły, były z przyczyn politycznych bardzo łagodne.

## Stosunek do „pocieszycielek” w okresie powojennym
Po wojnie niektóre „pocieszycielki” zostały repatriowane do ojczystych krajów lub powróciły do nich na własną rękę. Niektóre po powrocie zostały odrzucone przez własne rodziny. Część, zazwyczaj w obawie przed napiętnowaniem, pozostała na zawsze w krajach, do których wywieźli je Japończycy, nierzadko wiodąc tam żywot obywatelek drugiej kategorii.
Ofiary, które przeżyły wojnę, zazwyczaj milczały o swoich przeżyciach. Wiele z nich na skutek traumatycznych przejść i społecznej stygmatyzacji nie było w stanie ułożyć sobie życia i założyć rodziny. Wiele zmagało się z psychicznymi i fizycznymi dolegliwościami, w tym niepłodnością, chronicznymi bólami, zaburzeniami depresyjnymi, niską samooceną, bezsennością i problemami w życiu seksualnym. Niektóre nawet po zakończeniu wojny były zmuszone parać się prostytucją, tym razem w japońskich lub południowokoreańskich domach publicznych, do których uczęszczali żołnierze amerykańscy. C. Sarah Soh i Gregory Hicks analizując losy „pocieszycielek” są zdania, że ich trauma została pogłębiona na skutek społecznej alienacji, niemożności opowiedzenia o swych przeżyciach, a także z powodu rozpowszechnionej w azjatyckich społeczeństwach pogardy dla prostytutek oraz lekceważenia problemu przemocy ze względu na płeć. Od różnego rodzaju traum nie były wolne nawet pozornie uprzywilejowane ianfu pochodzenia japońskiego.
Niemniej wbrew obiegowej opinii historia „pocieszycielek” nie była po wojnie tematem tabu. Do 1989 roku „pocieszycielkom” poświęcono w Japonii ponad 200 publikacji: książek, artykułów, wspomnień, biografii. Pierwsze z nich wydano już pod koniec lat 40. W 1971 roku opublikowano pierwszą autobiografię japońskiej „pocieszycielki” – Mihary Yoshie, która występowała pod pseudonimem Suzuko Shirota. W tym samym roku na łamach pisma „Weekly Asahi Geinō” opublikowano artykuł oparty na wywiadzie z inną ianfu – Keiko Yamauchi (występującą pod pseudonimem Kikumaru). Z kolei w 1979 roku miał premierę film dokumentalny poświęcony Pae Pong-gi – byłej „pocieszycielce” koreańskiego pochodzenia, która po wojnie pozostała na Okinawie. W styczniu 1986 roku Yoshie, nadal jednak występująca pod pseudonimem, udzieliła wywiadu japońskiej rozgłośni radiowej – tym samym stając się pierwszą ianfu, która wystąpiła publicznie. Wcześniej, gdyż już w 1964 roku, badaniem historii pocieszycielek zajął się japoński dziennikarz Kakou Senda. W 1973 roku wydał na ten temat jedną z pierwszych książek, zatytułowaną Jūgun Ianfu. Niemniej prace jego oraz innych autorów nie przełożyły się na rozpoczęcie poważniejszej debaty.
Publikacje na temat „pocieszycielek” wydawano przed 1989 rokiem także w Korei Południowej, jednakże było ich o wiele mniej oraz spotkały się ze znacznie mniejszym zainteresowaniem czytelników. W dodatku były one w większości utrzymane w jednoznacznie martyrologicznym tonie oraz utożsamiały ianfu z chŏngsindae. Jednocześnie do lat 90. XX wieku nie pojawiła się na ten temat żadna poważniejsza publikacja w języku angielskim.
Fakt, iż kwestia „pocieszycielek” przez długi czas nie spotkała się z szerszym odzewem w południowokoreańskim społeczeństwie, można po części tłumaczyć tym, że podział Korei i niszcząca wojna w latach 1950–1953 przyćmiły pamięć o cierpieniach z okresu japońskich rządów kolonialnych. Wieloletnia marginalizacja „pocieszycielek” była również pokłosiem przenikającego tamtejszą kulturę patriarchalizmu oraz będącej jego konsekwencją percepcji ofiar jako kobiet „zbrukanych”, „upadłych” i przynoszących wstyd narodowi. Istotną rolę odegrać mogły również obawy przed ujawnieniem prawdy o udziale koreańskich kolaborantów w werbunku i eksploatacji ofiar (wielu z nich zajęło po 1945 roku prominentne stanowiska w Korei Południowej). W dodatku zdecydowana większość „pocieszycielek” była niewykształcona i wywodziła się z ubogich rodzin, stąd brakowało im politycznej siły niezbędnej do walki o swoje prawa.
Kwestia ianfu została pominięta podczas wieloletnich negocjacji między Seulem a Tokio, uwieńczonych podpisaniem traktatu podstawowych stosunków pomiędzy Japonią i Republiką Korei z 22 czerwca 1965 roku. Traktat ten uniemożliwił obywatelom Korei Południowej występowanie na drodze sądowej o odszkodowania od rządu Japonii.
W Chińskiej Republice Ludowej większość ocalałych wiodła życie w ubóstwie. Często spotykały się one z niechęcią i ostracyzmem zarówno ze strony władz, jak i współobywateli. Postrzegano je bowiem jako kobiety „niemoralne” i niemalże kolaborantki. Wiele padło ofiarą różnych form represji, zwłaszcza w okresie rewolucji kulturalnej.

## Debata wokół przeprosin i rekompensaty

### „Pocieszycielki” a relacje japońsko-koreańskie

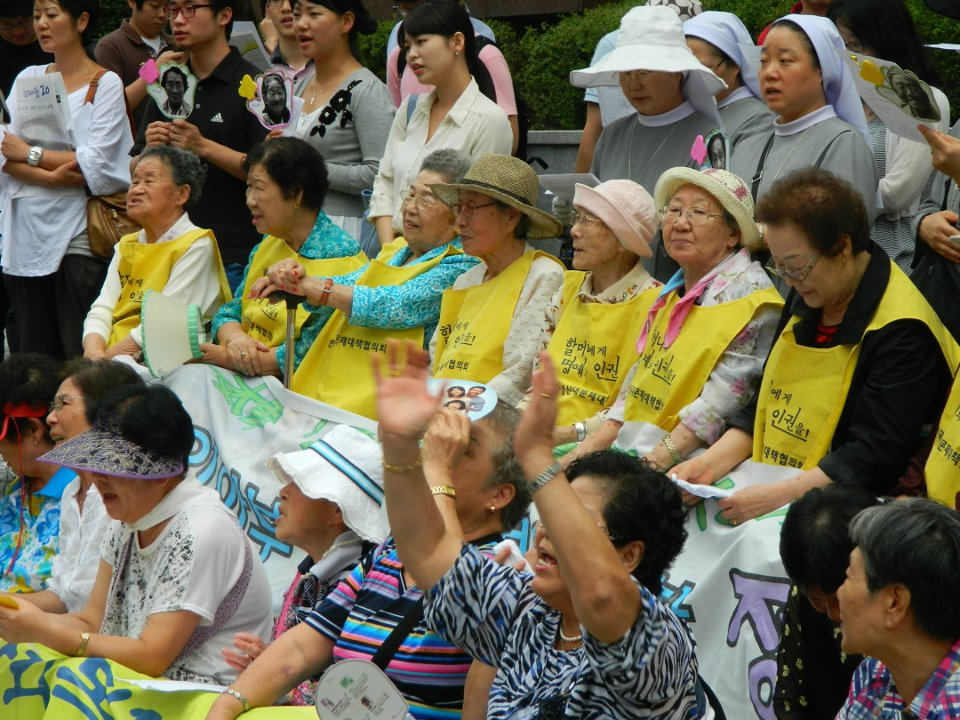
„Środowa demonstracja” pod ambasadą Japonii w Seulu, sierpień 2011

W latach 80. XX wieku w Korei Południowej rozpoczął się proces przemian demokratycznych. Umożliwiło to nieskrępowaną działalność organizacjom społecznym i feministycznym i otwarło drogę do rozpoczęcia publicznej debaty na temat „pocieszycielek”. Jednocześnie zwiększone zainteresowanie problematyką ochrony praw człowieka, które pojawiło się po zakończeniu zimnej wojny, a także międzynarodowe oburzenie wywołane doniesieniami o masowych gwałtach popełnianych w trakcie wojny w Bośni i Hercegowinie, spowodowały, że problem przemocy seksualnej w konfliktach zbrojnych, w tym historia ianfu, zaczęły przyciągać większą uwagę opinii publicznej. Wkrótce kwestia ta stała się jednym z kluczowych punktów zapalnych w relacjach dwustronnych Japonii z Koreą Południową.
Ruch na rzecz ofiar przymusowej prostytucji wojennej został zainicjowany przez południowokoreańskie organizacje kobiece o profilu protestanckim, które uprzednio zajmowały się walką ze zdominowaną przez Japończyków turystyką seksualną. Kluczową rolę w badaniu historii koreańskich ianfu oraz aktywizmie na ich rzecz odgrywał zwłaszcza „Sojusz Kobiet Kościoła Koreańskiego” kierowany przez Yun Chŏng-ok, profesor literatury angielskiej na żeńskim uniwersytecie Ewha w Seulu. Skuteczność działań podejmowanych przez nią i jej współpracowniczki przez długi czas była jednak ograniczona ze względu na brak jednoznacznych dowodów, a zwłaszcza relacji z pierwszej ręki złożonych przez ocalałe „pocieszycielki”. Niemniej jednak, w 1990 roku, pod naciskiem południowokoreańskich organizacji kobiecych, prezydent Roh Tae-woo poruszył kwestię ianfu podczas swej wizyty w Japonii. W czerwcu tegoż roku, na posiedzeniu komitetu budżetowego Izby Radców, socjalistyczny deputowany Shōji Motooka zażądał od rządu japońskiego przeprowadzenia oficjalnego śledztwa w tej sprawie. Ten ostatni odmówił, utrzymując, że „ośrodki pocieszycielskie” były prywatnymi przedsięwzięciami, z którymi japońskie państwo nie miało nic wspólnego.
W lipcu 1990 roku z inicjatywy Yun Chŏng-ok powstało stowarzyszenie Chŏngsindae Yŏn’guhoe, które postawiło sobie za cel badanie i upowszechnianie historii „pocieszycielek”. W październiku tegoż roku, w przededniu wizyty japońskiego premiera Toshikiego Kaifu w Seulu, koreańskie organizacje kobiece wystosowały do niego list otwarty. Zawierał on sześć żądań: oficjalne przyznanie przez Japonię, iż koreańskie kobiety były zmuszane do prostytucji przez japońskie siły zbrojne, wystosowanie publicznych przeprosin, ujawnienie wszystkich faktów dotyczących ianfu, budowę pomnika ku czci ofiar, wypłatę odszkodowań dla ocalałych lub ich rodzin, uwzględnienie problemu ianfu w programach nauczania historii w japońskich szkołach. Tokio pozostawiło te żądania bez odpowiedzi. Miesiąc później powstała koalicja 37 południowokoreańskich organizacji kobiecych, w większości o profilu chrześcijańskim, znana na Zachodzie jako Koreańska Rada ds. Kobiet zwerbowanych przez Japonię do Wojskowego Niewolnictwa Seksualnego (Han'guk Chŏngsindae Munje Taech'aek Hyŏpŭihoe), w skrócie Rada Koreańska (ChŏngTaeHyŏp). Zajęła się ona koordynacją działań dotyczących „pocieszycielek”. Rada zagroziła Japonii postawieniem tej kwestii na forum międzynarodowych organizacji kobiecych. Tymczasem w kwietniu 1991 roku ambasada Japonii w Seulu odrzuciła wszystkie żądania zawarte w liście otwartym z października poprzedniego roku. W swej odpowiedzi utrzymywała m.in., iż nie ma jakichkolwiek dowodów, iż koreańskie kobiety były werbowane pod przymusem do pracy w wojskowych domach publicznych. Podkreśliła jednocześnie, że wszystkie koreańskie roszczenia wobec Japonii zostały uregulowane na mocy traktatu z 1965 roku.

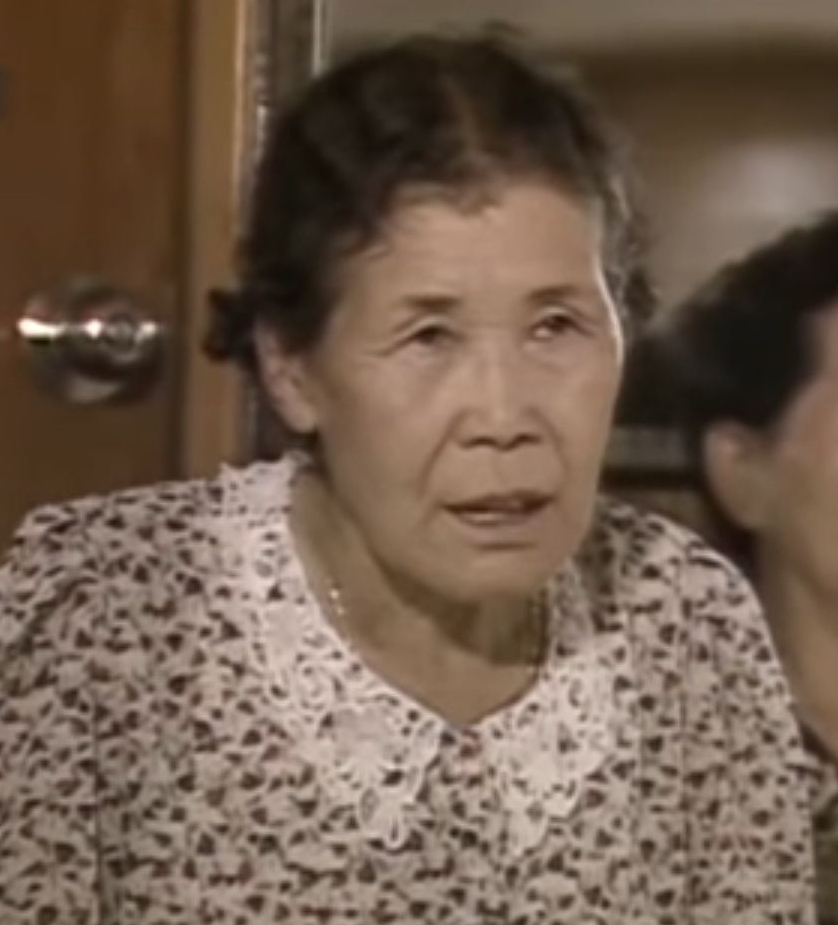
Kim Hak-sun, pierwsza ocalała z Korei Południowej, która publicznie opowiedziała o swoich przeżyciach

W odpowiedzi, Rada Koreańska zainicjowała publiczną kampanię. 14 sierpnia 1991 roku Kim Hak-sun, jako pierwsza ocalała koreańska „pocieszycielka”, zdecydowała się zabrać głos i publicznie opowiedzieć o swoich przeżyciach. Wkrótce głos zabrały także inne kobiety, aczkolwiek początkowo większość z nich uczyniła to anonimowo. W grudniu 1991 roku Kim Hak-sun wraz z dwiema innymi Koreankami (obie zdecydowały się pozostać anonimowe) wniosła przed sądem w Tokio pozew przeciwko rządowi Japonii, domagając się wypłaty odszkodowań dla łącznie 35 ofiar i członków ich rodzin w wysokości 20 mln jenów na osobę. W 1992 roku narodziła się tradycja urządzania w każdą środę demonstracji pod ambasadą Japonii w Seulu.
11 stycznia 1992 roku na łamach dziennika „Asahi Shimbun” historyk Yoshimi Yoshiaki opublikował sześć wojskowych dokumentów, ujawniając tym samym po raz pierwszy jednoznaczne dowody, iż Cesarska Armia Japońska była bezpośrednio zaangażowana w tworzenie i prowadzenie ianjo. Pod wpływem tej publikacji japoński rząd wystosował dwa dni później publiczne przeprosiny. Ponadto 17 stycznia tegoż roku, podczas oficjalnej wizyty w Korei Południowej, japoński premier Kiichi Miyazawa wystosował przeprosiny pod adresem narodu koreańskiego.
Japoński rząd powołał specjalną komisję do spraw zbadania kwestii „pocieszycielek”. 6 lipca 1992 roku opublikowała ona swój raport, ujawniając m.in. 127 dokumentów – w wielu wypadkach wcześniej nieznanych. Niemniej raport spotkał się z krytyką ze strony koreańskich aktywistów, m.in. ze względu fakt, że jego autorzy nie przeprowadzili wywiadów z ocalałymi kobietami. Raport był również krytykowany za niewystarczająco dokładną kwerendę oraz poświecenie zbyt małej uwagi kwestii werbunku „pocieszycielek”. 31 lipca tegoż roku swój raport na temat „pocieszycielek” opublikował rząd południowokoreański.
Od 1991 roku ujawniło się ponad 200 koreańskich ianfu.

### Umiędzynarodowienie problemu
Również w innych państwach azjatyckich powstały ruchy społeczne zainteresowane podniesieniem kwestii „pocieszycielek”. Nierzadko jednak ich działania spotykały się z brakiem wsparcia lub wręcz niechęcią rodzimych rządów, które obawiały się zadrażnień w stosunkach z Japonią – ważnym partnerem handlowym i dostarczycielem pomocy rozwojowej.
W marcu 1992 roku ujawniono dowody świadczące, iż japońskie ianjo działały także na Filipinach. Pod naciskiem organizacji kobiecych śledztwo w tej sprawie wszczęła prezydencka komisja ds. praw człowieka, jednakże – być może w obawie przed pogorszeniem stosunków z Japonią – jej raport z czerwca 1992 roku zawierał konkluzje, iż filipińskie kobiety nie były zmuszane do prostytucji, stąd występowanie do rządu japońskiego o przeprosiny i zadośćuczynienie jest bezzasadne. Wkrótce jednak japoński rząd ujawnił kolejne dowody, wskazujące m.in. na istnienie „ośrodków pocieszycielskich” na Filipinach. W lipcu 1992 roku utworzono koalicję filipińskich organizacji kobiecych o nazwie Task Force on for Women Victims of Military Sexual Slavery by Japan. Postawiła sobie ona za cel m.in. uzyskanie dla filipińskich „pocieszycielek” przeprosin i odszkodowania od rządu Japonii, a także zapewnienie ocalałym wsparcia ze strony państwa filipińskiego. We wrześniu 1992 roku, w odpowiedzi na jej apel, Rosa Henson, jako pierwsza pochodząca spoza Korei „pocieszycielka”, odpowiedziała publicznie o swoich przeżyciach. Jej przykład zachęcił do zabrania głosu inne filipińskie ocalałe. W marcu 1993 roku, podczas wizyty prezydenta Fidela Ramosa w Japonii, premier Miyazawa oficjalnie przeprosił filipińskie ofiary przymusowej prostytucji. Miesiąc później Henson wraz z Julią Poras w imieniu osiemnastu filipińskich ocalałych złożyły przed sądem w Tokio pozew przeciwko rządowi Japonii, domagając się wypłaty odszkodowania w wysokości 360 mln jenów. W kolejnych latach liczba „pocieszycielek” z Filipin, które zdecydowały się ujawnić, wzrosła do 174.
Na początku lat 90. centrum badawcze zajmujące się problematyką chińskich „pocieszycielek” powstało przy uniwersytecie pedagogicznym w Szanghaju. Pierwszą chińską ocalałą, która zdecydowała się ujawnić, była Hou Dong’e z prowincji Shanxi. 7 lipca 1992 roku, w 55. rocznicę incydentu na moście Marco Polo, wraz z trzema innymi ocalałymi wystosowała list do ambasady Japonii w Pekinie, domagając się od rządu japońskiego oficjalnych przeprosin i finansowej rekompensaty. Niemniej badania dotyczące losów chińskich „pocieszycielek”, prowadzone oddolnie przez historyków i organizacje pozarządowe, nie spotkały się z większym wsparciem ze strony władz w Pekinie. Co więcej, dołożyły one wysiłków, aby o „pocieszycielkach” nie wspomniano podczas wizyty cesarza Akihito w 1993 roku. Chińskie ocalałe nie otrzymały też poważniejszego wsparcia finansowego ze strony państwa.
9 grudnia 1992 roku w Tokio odbyła się międzynarodowa konferencja, której organizatorami były m.in. stowarzyszenie japońskich prawników oraz Dutch Honorary Debts Committee Foundation. Podczas tego wydarzenia głos zabrały ofiary japońskich zbrodni wojennych: osoby, które przeżyły pobyt w obozach jenieckich, byli robotnicy przymusowi, kobiety zmuszane do prostytucji. Wśród tych ostatnich była Jan Ruff O’Herne, która jako pierwsza kobieta europejskiego pochodzenia publicznie opowiedziała o swoich przeżyciach. Podczas konferencji powołano do życia Centrum Badania i Dokumentacji Japońskiej Odpowiedzialności Wojennej, które w czerwcu 1993 roku opublikowało pierwszy raport na temat „pocieszycielek”.
Świadectwa Henson i Ruff O’Herne miały przełomowe znaczenie, gdyż sprawiły, że problem „pocieszycielek” wykroczył poza dotychczasowe ramy dwustronnych relacji japońsko-koreańskich, stając się przedmiotem międzynarodowego zainteresowania.
W 1992 roku, po odkryciu dokumentów archiwalnych, które potwierdzały, iż kobiety z Tajwanu były zmuszane do pracy w ianjo, Yuan Legislacyjny Tajwanu powołał specjalną komisję śledczą. Koordynację działań na rzecz identyfikacji żyjących jeszcze ofiar i zapewnienia im wsparcia powierzono natomiast kobiecej organizacji pozarządowej Taipei Women’s Rescue Foundation (TWRF).

### Oświadczenie Kono i Asian Women's Fund
4 sierpnia 1993 roku rząd Japonii opublikował kolejny raport na temat „pocieszycielek”. Tego samego dnia główny sekretarz gabinetu i rzecznik japońskiego rządu Yōhei Kōno wydał oświadczenie, w którym w imieniu rządu przyznał, iż japońskie siły zbrojne były „bezpośrednio lub pośrednio zaangażowane w tworzenie i zarządzanie »ośrodkami pocieszycielskimi«”. Przyznał również, że wiele kobiet zostało umieszczonych w ianjo wbrew swojej woli, a japoński personel wojskowy i administracyjny był „czasami” bezpośrednio zaangażowany w ich werbunek. W oświadczeniu zawarto również przeprosiny i wyrazy skruchy ze strony rządu Japonii wobec „wszystkich kobiet, które niezależnie od miejsca pochodzenia, doznały jako »pocieszycielki« niezmierzonych cierpień oraz nieuleczalnych ran na ciele i duszy”.
O ile jednak rząd Japonii zaakceptował moralną odpowiedzialność za funkcjonowanie systemu „ośrodków pocieszycielskich”, o tyle konsekwentnie odrzuca jakąkolwiek odpowiedzialność prawną. W latach 1991–2017 do japońskich sądów wpłynęło łącznie dziesięć pozwów złożonych przez ocalałe „pocieszycielki”. Wszystkie zostały jednak odrzucone. Zazwyczaj sądy powoływały się na zasadę immunitetu państwa przed odpowiedzialnością prawną wobec indywidualnych osób lub na fakt, iż kwestie zadośćuczynienia za japońskie zbrodnie zostały już rozstrzygnięte w traktatach, które Japonia podpisała z państwami, z których pochodziły ocalałe. Argumentowały również, że zbrodnie, których dotyczyły pozwy, są przedawnione. Tylko w jednym przypadku, w kwietniu 1998 roku, sąd w Shimonoseki zgodził się przyznać trzem ocalałym Koreankom odszkodowanie w wysokości 300 tys. jenów na osobę, jednakże wyrok ten został później uchylony przez sąd wyższej instancji.
W 1994 roku Międzynarodowy Trybunał Sprawiedliwości opublikował raport na temat „ośrodków pocieszycielskich”, którego autorami byli Ustinia Dolgopol i Snehal Paranjape. W raporcie, stanowiącym podsumowanie przeprowadzonej przez autorów misji badawczej, jednoznacznie uznano „pocieszycielki” za ofiary gwałtów i niewolnictwa seksualnego, rekomendując jednocześnie wypłacenie ocalałym odszkodowań w wysokości 40 tys. dolarów na osobę.
15 sierpnia 1995 roku w oświadczeniu wygłoszonym z okazji 50. rocznicy zakończenia II wojny światowej premier Tomiichi Murayama przeprosił za szkody i cierpienia wyrządzone przez Japonię w czasie tego konfliktu, nie wymieniając jednak z nazwy „pocieszycielek”.
Również w 1995 roku, z inicjatywy kierowanego przez Murayamę rządu, utworzono specjalny fundusz o nazwie Asian Women's Fund (AWF). Miał on charakter hybrydowy, gdyż był finansowany zarówno ze środków publicznych, jak i z wpłat prywatnych darczyńców. Oferował każdej z ocalałych jednorazową „wypłatę pokutną” w wysokości 2 mln. jenów (równowartość 20 tys. dolarów) oraz pokrycie kosztów opieki medycznej. „Wypłaty pokutne” były finansowane ze środków prywatnych, a programy zdrowotne – ze środków publicznych. Każda z byłych ianfu, która zdecydowała się przyjąć wsparcie, otrzymywała list z przeprosinami podpisany przez premiera Japonii, a także listy od prywatnych darczyńców. AWF stworzył ponadto wirtualne muzeum poświęcone historii „pocieszycielek”.
Fakt, że pieniądze dla ofiar miały zostać wypłacone przez fundusz o publiczno-prywatnym charakterze, spotkał się z silną krytyką ze strony wielu ocalałych oraz organizacji reprezentujących je, takich jak Rada Koreańska i tajwańskie TWRF. Utworzenie AWF było postrzegane jako próba władz japońskich uniknięcia przyjęcia prawnej odpowiedzialności za funkcjonowanie „ośrodków pocieszycielskich”. Wiele ocalałych odmówiło przyjęcia pieniędzy od AWF. Niektóre, w tym Rosa Henson, mimo krytyki ze strony pozostałych ocalałych oraz opinii publicznej swoich krajów zdecydowały się jednak zaakceptować „wypłatę pokutną”. Do czasu rozwiązania AWF w 2007 roku z jego wsparcia skorzystały 364 kobiety.
Komisja Praw Człowieka ONZ w latach 1996 i 1998 przyjęła dwa raporty, których autorami byli odpowiednio Radhika Coomaraswamy i Gay McDougall. Uznawały one system „ośrodków pocieszycielskich” za zbrodnię niewolnictwa seksualnego i zbrodnię przeciwko ludzkości, a także wzywały Japonię do przyjęcia prawnej odpowiedzialności za cierpienia ofiar i wypłacenia oficjalnych odszkodowań. Oba raporty zostały odrzucone przez Tokio.

### XXI wiek
W ślad za zobowiązaniem podjętym w oświadczeniu Kōno oraz rekomendacjami ze strony ONZ, w japońskich podręcznikach do historii, począwszy od 1997 roku, pojawiły się wzmianki o „pocieszycielkach”. Spotkało się to jednak z gwałtownym sprzeciwem środowisk konserwatywnych i nacjonalistycznych (ich prominentnym rzecznikiem stał się późniejszy premier Shinzō Abe). Wszczęły one publiczną kampanię, utrzymując, że ianfu były licencjonowanymi prostytutkami, a twierdzenia o ich przymusowym werbunku przez instytucje japońskiego państwa są pozbawione podstaw. Do 2006 roku wzmianki o „pocieszycielkach” zniknęły z japońskich podręczników. W kolejnych latach Abe, już po objęciu teki premiera, utrzymywał, że nie ma dowodów, iż „pocieszycielki” były zmuszane do pracy w wojskowych domach publicznych przy użyciu „przymusu w wąskim znaczeniu tego słowa”.
18 września 2000 roku piętnaście ocalałych z Korei Południowej, Chin, Filipin i Tajwanu złożyło przed sądem w Waszyngtonie pozew przeciwko rządowi Japonii, domagając się oficjalnych przeprosin i odszkodowań. Pozew spotkał się z poparciem wielu amerykańskich prawników i polityków, niemniej w październiku 2001 roku, w oparciu o zasadę immunitetu jurysdykcyjnego państwa, został odrzucony przez sąd.
W grudniu 2000 roku z inicjatywy japońskiej organizacji pozarządowej Violence Against Women in War-Network Japan, wspartej przez organizacje pozarządowe z Korei Południowej i Filipin, zorganizowano w Tokio pięciodniowe posiedzenie kobiecego międzynarodowego trybunału ds. zbrodni wojennych i japońskiego wojskowego niewolnictwa seksualnego (Women's International War Crimes Tribunal on Japan's Military Sexual Slavery). Trybunał symbolicznie osądził osoby odpowiedzialne za stworzenie systemu „ośrodków pocieszycielskich”. Proces obserwowało kilka tysięcy osób. W charakterze świadków wystąpiły 64 ocalałe z ośmiu państw. Przedstawiono również dowody rzeczowe w postaci japońskich i alianckich dokumentów. W sentencji wyroku symbolicznie uznano winnymi cesarza Hirohito, premiera Hidekiego Tōjō oraz siedmiu innych japońskich przywódców czasu wojny. Trybunał jednocześnie sklasyfikował system „ośrodków pocieszycielskich” jako niewolnictwo seksualne i zbrodnię przeciwko ludzkości.
W styczniu 2007 roku kongresmen Mike Honda przedstawił w Izbie Reprezentantów Stanów Zjednoczonych projekt rezolucji, która wzywała rząd Japonii do jednoznacznego zaakceptowania historycznej odpowiedzialności za stworzenie systemu przymusowej prostytucji i wystosowania oficjalnych przeprosin. Przed podkomisją ds. Azji i Pacyfiku doszło do publicznego wysłuchania, podczas którego w charakterze świadków wystąpiły trzy ocalałe: Jan Ruff O’Herne, Kim Kun-ja, Yi Yong-su. Abe wciąż utrzymywał, iż nie ma dowodów na stosowanie bezpośredniego przymusu przez japońskie wojsko i policję, niemniej pod wpływem międzynarodowej krytyki zadeklarował, że rząd Japonii nadal respektuje oświadczenie Kōno. Ostatecznie – mimo intensywnego lobbingu ze strony japońskiego rządu – rezolucja Hondy została przyjęta przez Izbę Reprezentantów 30 lipca 2007 roku. Jeszcze w tym samym roku podobne rezolucje uchwaliły parlamenty Holandii i Kanady oraz Parlament Europejski. Na przestrzeni lat podobne uchwały przyjęły również parlamenty Wielkiej Brytanii, Korei Południowej, Filipin i Tajwanu.
W lutym 2014 roku, kilkanaście miesięcy po tym, jak Abe ponownie objął tekę premiera, rząd Japonii ogłosił zamiar „ponownej oceny oświadczenia Kōno”. Raport powołanego w tym celu specjalnego komitetu, który opublikowano w czerwcu tegoż roku, głosił, że relacje koreańskich ocalałych, które posłużyły jako źródło historyczne podczas prac nad oświadczeniem, „nie znajdują potwierdzenia w innych źródłach”. Sugerował również, iż ówczesny rząd Japonii wystosował oświadczenie pod politycznym naciskiem ze strony Seulu – jakoby mimo wątpliwych dowodów, iż „pocieszycielki” rzeczywiście były siłą zmuszane do prostytucji. Działania rządu Abego spotkały się z międzynarodową krytyką; potępiła je m.in. Komisja Praw Człowieka ONZ. W sierpniu 2014 roku dziennik „Asahi Shimbun” ujawnił, że Seiji Yoshida, którego książka Moje zbrodnie wojenne posłużyła jako źródło dla szeregu artykułów o „pocieszycielkach”, które opublikowano w latach 1982–1997, sfabrykował swoje wspomnienia. Skandal ten posłużył japońskim negacjonistom jako pretekst do podważania wiarygodności zeznań „pocieszycielek” i wysuwania żądań rewizji oświadczenia Kōno.
28 grudnia 2015 roku ministrowie spraw zagranicznych Japonii i Korei Południowej, Fumio Kishida i Yun Byung-se, ogłosili zawarcie porozumienia, na mocy którego Japonia zobowiązała się do dokonania jednorazowej wpłaty w wysokości 1 mld jenów (ok. 8,5 mln dolarów) na rzecz specjalnego funduszu administrowanego przez południowokoreański rząd, powołanego celem zapewnienia wsparcia żyjącym jeszcze „pocieszycielkom”. Japońska wpłata miała zostać sfinansowana ze środków publicznych (nie użyto jednak słowa „odszkodowanie”). Jednocześnie Kishida oświadczył, iż „premier Abe ponownie wyraża najszczersze przeprosiny i wyrazy skruchy wobec wszystkich kobiet, które będąc »pocieszycielkami« doznały niezmierzonych cierpień oraz nieuleczalnych ran na ciele i duszy”. W zamian rząd Korei Południowej zgodził się oficjalnie uznać sprawę „pocieszycielek” za „ostatecznie i nieodwracalnie” zamkniętą oraz powstrzymać się w przyszłości od jej wykorzystywania do krytyki Japonii na arenie międzynarodowej. Zobowiązał się jednocześnie „dołożyć wysiłków”, aby usunąć pomnik ku czci „pocieszycielek”, który koreańscy aktywiści wznieśli w 2011 roku przed ambasadą Japonii w Seulu. Następnego dnia Abe w rozmowie telefonicznej z prezydent Korei Park Geun-hye powtórzył przeprosiny wystosowane przez Kishidę.
Porozumienie zostało ustnie ogłoszone podczas konferencji prasowej, nie nadano mu natomiast formy pisemnego oświadczenia lub umowy. Wątpliwości prawne związane z jego formą i trybem ogłoszenia, brak przyjęcia przez Japonię prawnej odpowiedzialności za funkcjonowanie systemu „ośrodków pocieszycielskich” oraz fakt, że jego treść nie została skonsultowana z ocalałymi „pocieszycielkami” i społeczeństwem obywatelskim, spowodowały, że porozumienie spotkało się w Korei Południowej z bardzo silną krytyką. Tylko szesnaście ocalałych zdecydowało się przyjąć wsparcie ze strony nowo powołanego funduszu.
Porozumienie japońsko-południowokoreańskie zostało skrytykowane w Chinach i na Filipinach. Po ogłoszeniu jego zawarcia, prezydent Tajwanu Ma Ying-jeou wezwał Tokio do wystosowania przeprosin i zapewnienia wsparcia finansowego również dla tajwańskich ocalałych. Główny sekretarz gabinetu Yoshihide Suga oświadczył jednak, że Japonia nie zamierza zawierać podobnych porozumień z innymi państwami.
Porozumienie z 2015 roku nie doprowadziło do załagodzenia napięć na linii Seul – Tokio. Abe i jego rząd podtrzymali bowiem stanowisko, iż nie ma dowodów na stosowanie przymusu przez japońską armię i struktury państwowe wobec kobiet trafiających do ianjo. Oświadczenie o takiej treści przekazano m.in. w 2016 roku Komitetowi ds. Likwidacji Dyskryminacji Kobiet. Postępowanie Japonii spotkało się z silną krytyką ze strony Seulu.
W 2017 roku na skutek nacisków Japonii odrzucono petycję w sprawie włączenia dokumentów dotyczących „pocieszycielek” do programu „Pamięć Świata” realizowanego przez UNESCO.
W styczniu 2021 roku sąd okręgowy w Seulu zasądził od rządu Japonii odszkodowanie w wysokości 100 mln. wonów dla dwunastu ocalałych „pocieszycielek”. Tokio odrzuciło ten werdykt i złożyło oficjalny protest kanałami dyplomatycznymi. Trzy miesiące później w podobnej sprawie sąd w Seulu odrzucił powództwo w sprawie odszkodowania dla grupy innych ocalałych Koreanek, powołując się na zasadę immunitetu państwa.

## Upamiętnienie

### Pierwsze formy upamiętnienia

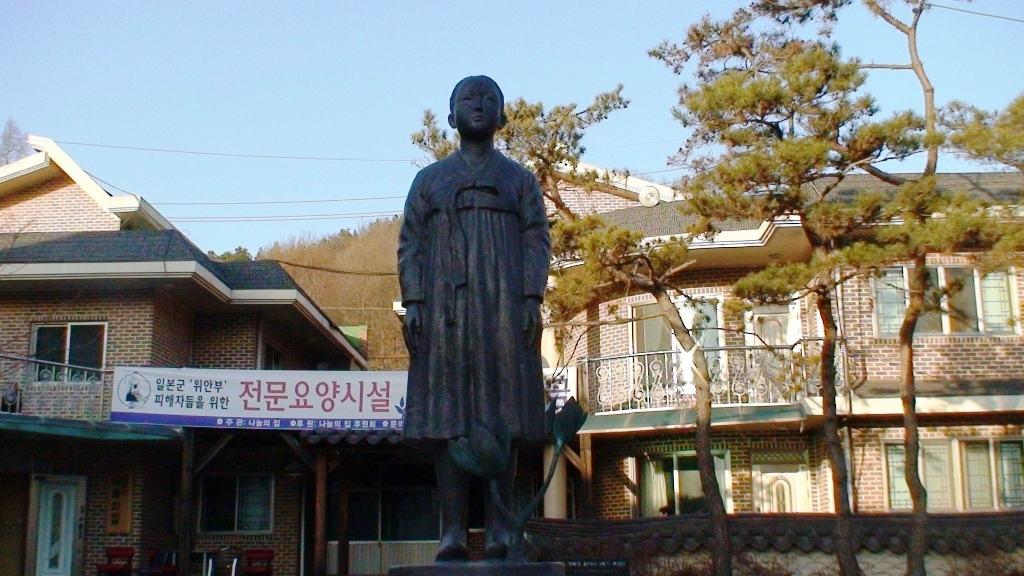
Rzeźba przed Dom Dzielenia się w Seulu

Pierwszym pomnikiem ku czci „pocieszycielek” był prawdopodobnie pomnik, który odsłonięto w 1985 roku w Kanita – ośrodku dla byłych prostytutek, który funkcjonuje w japońskim mieście Tateyama. Inicjatorką jego wzniesienia była Yoshie Mihara (znana szerzej pod pseudonimem Suzuko Shirota), która w czasie wojny pracowała jako „pocieszycielka” na Palau.
Pierwsze muzeum upamiętniające „pocieszycielki” otwarto w sierpniu 1998 roku przy buddyjskim ośrodku w Seulu, w którym dach nad głową znalazła pewna liczba ocalałych.
W 2005 roku w Tokio z inicjatywy japońskich aktywistów otwarto społeczne muzeum (tzw. Women's Active Museum on War and Peace), którego zadaniem jest upowszechnianie wiedzy na temat systemu przymusowej prostytucji oraz innych zbrodni na tle seksualnym, których japońskie siły zbrojne dopuszczały się w czasie wojny na Pacyfiku.

### „Pomnik Dziewczyny dla Pokoju”

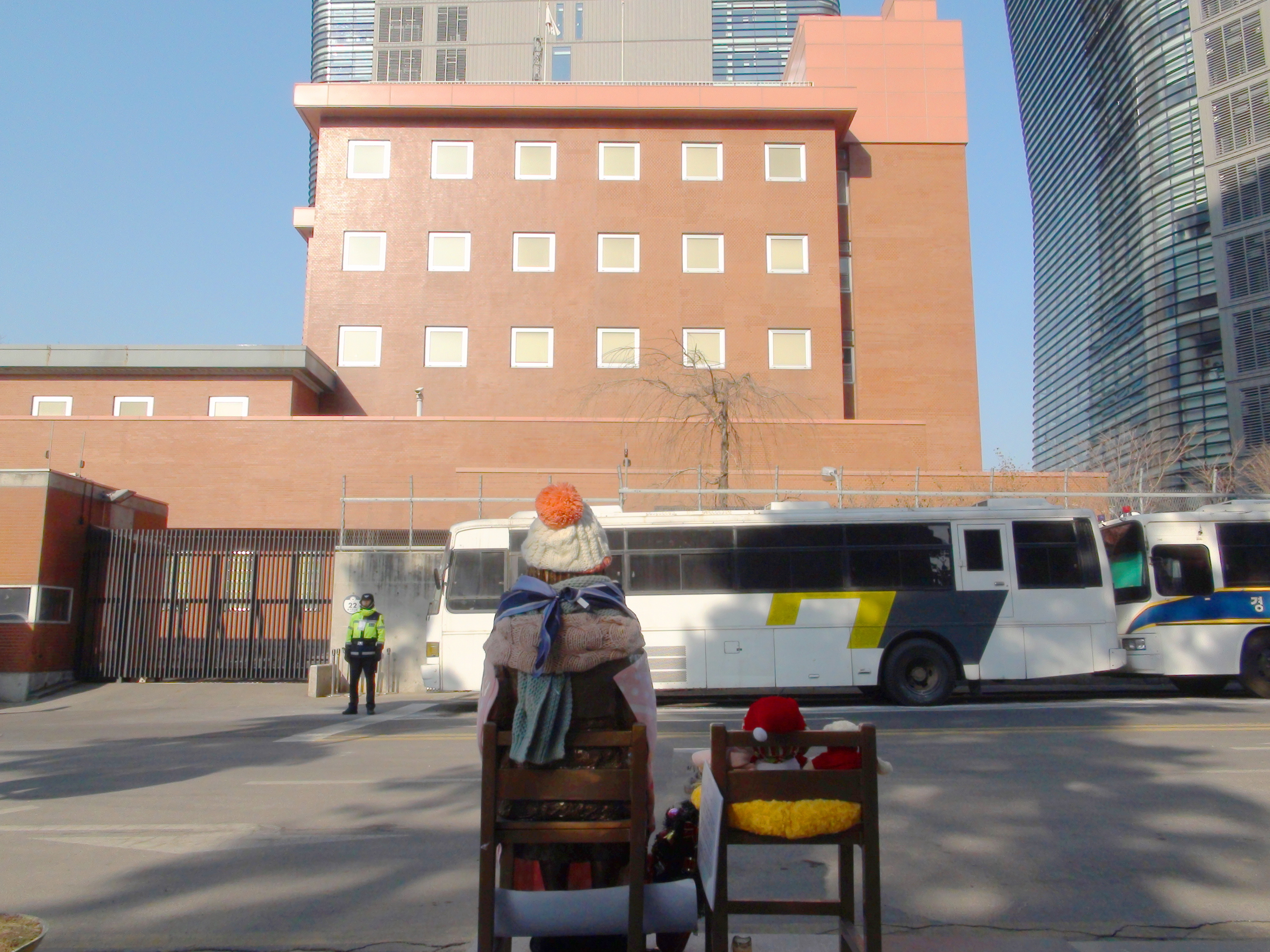
„Pomnik Dziewczyny” (widziany od tyłu) przed gmachem ambasady Japonii w Seulu

14 grudnia 2011 roku, z okazji tysięcznej „środowej demonstracji”, przed gmachem ambasady Japonii w Seulu odsłonięto pomnik projektu Kim Seokyung i Kim Eunsung, który przedstawia nastoletnią „pocieszycielkę”. Nosi on nazwę „Pomnik Dziewczyny” (dosłownie „Pomnik dziewczyny dla Pokoju”, kor. P’yŏnghwaŭi Sonyŏsang). Stał się szybko symbolem „pocieszycielek” oraz ruchu na ich rzecz.
Pomnik oraz zainteresowanie, które wzbudził, spowodowały dyplomatyczne napięcia na linii Seul – Tokio. Na mocy porozumienia zawartego w 2015 roku rząd Korei Południowej zgodził się „dołożyć wysiłków”, aby usunąć pomnik sprzed gmachu ambasady. Wywołało to gwałtowne oburzenie i protesty społeczne. Koreańscy aktywiści gromadzili się wokół rzeźby, by przeciwstawić się ewentualnym próbom jej demontażu.
Na wieść o japońskich naciskach, a zwłaszcza po upublicznieniu porozumienia z 2015 roku, repliki „Pomnika Dziewczyny” zaczęto na znak protestu stawiać zarówno w Korei Południowej, jak i poza jej granicami. Do maja 2021 roku w samej tylko Korei Południowej odsłonięto ich 144. Sześć replik odsłonięto również w różnych miastach Stanach Zjednoczonych. W 2016 roku repliki „Pomnika Dziewczyny” stanęły w kanadyjskim Toronto oraz przed świątynią Kościoła Zjednoczonego na przedmieściach Sydney w Australii. W 2020 roku replikę pomnika odsłonięto w Berlinie.
„Pomniki Dziewczyny” spotkały się z gwałtownymi protestami japońskich konserwatystów i nacjonalistów. Były obiektem fizycznych i propagandowych ataków.

### Inne

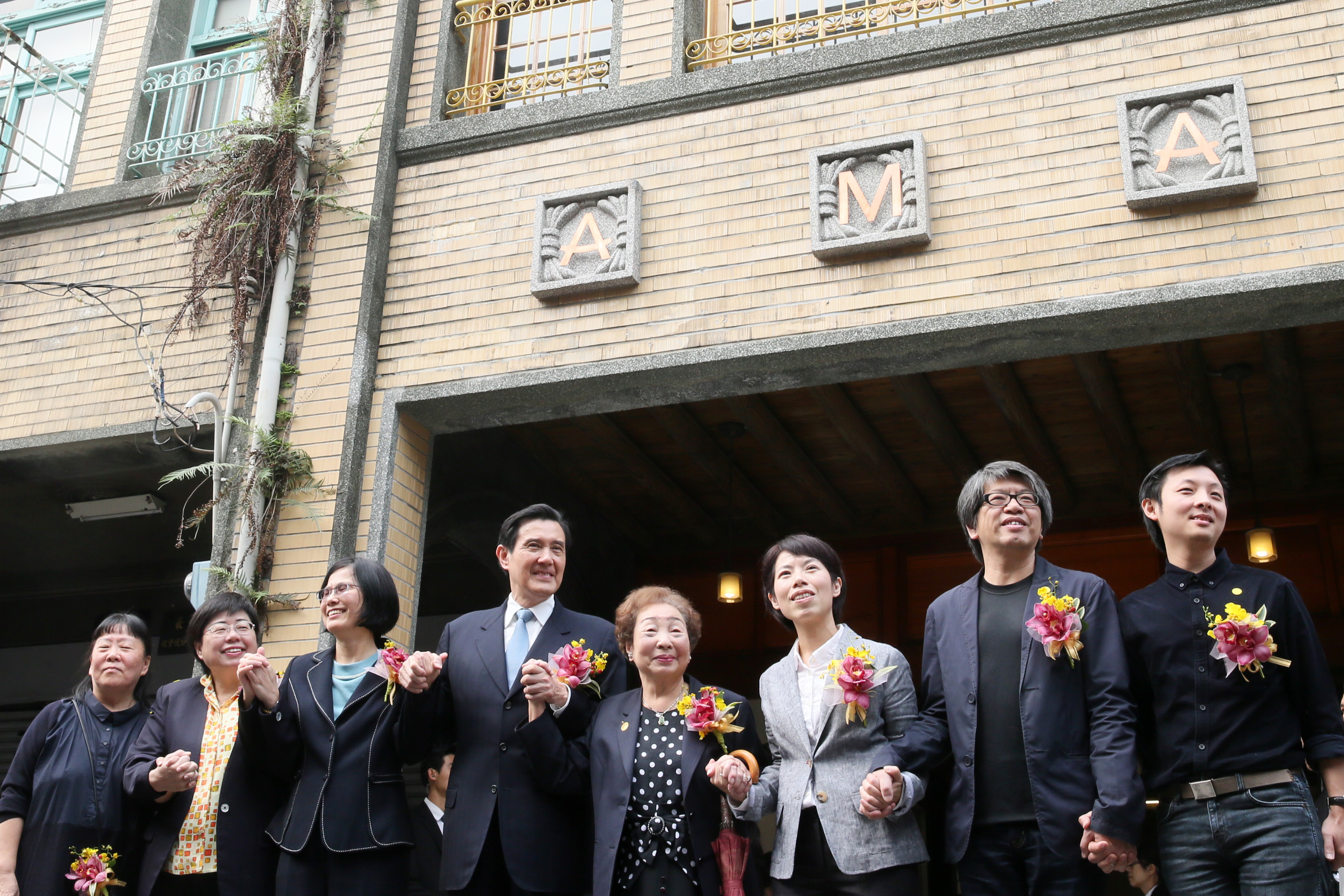
Uroczystości otwarcia Ama Museum w Tajpej

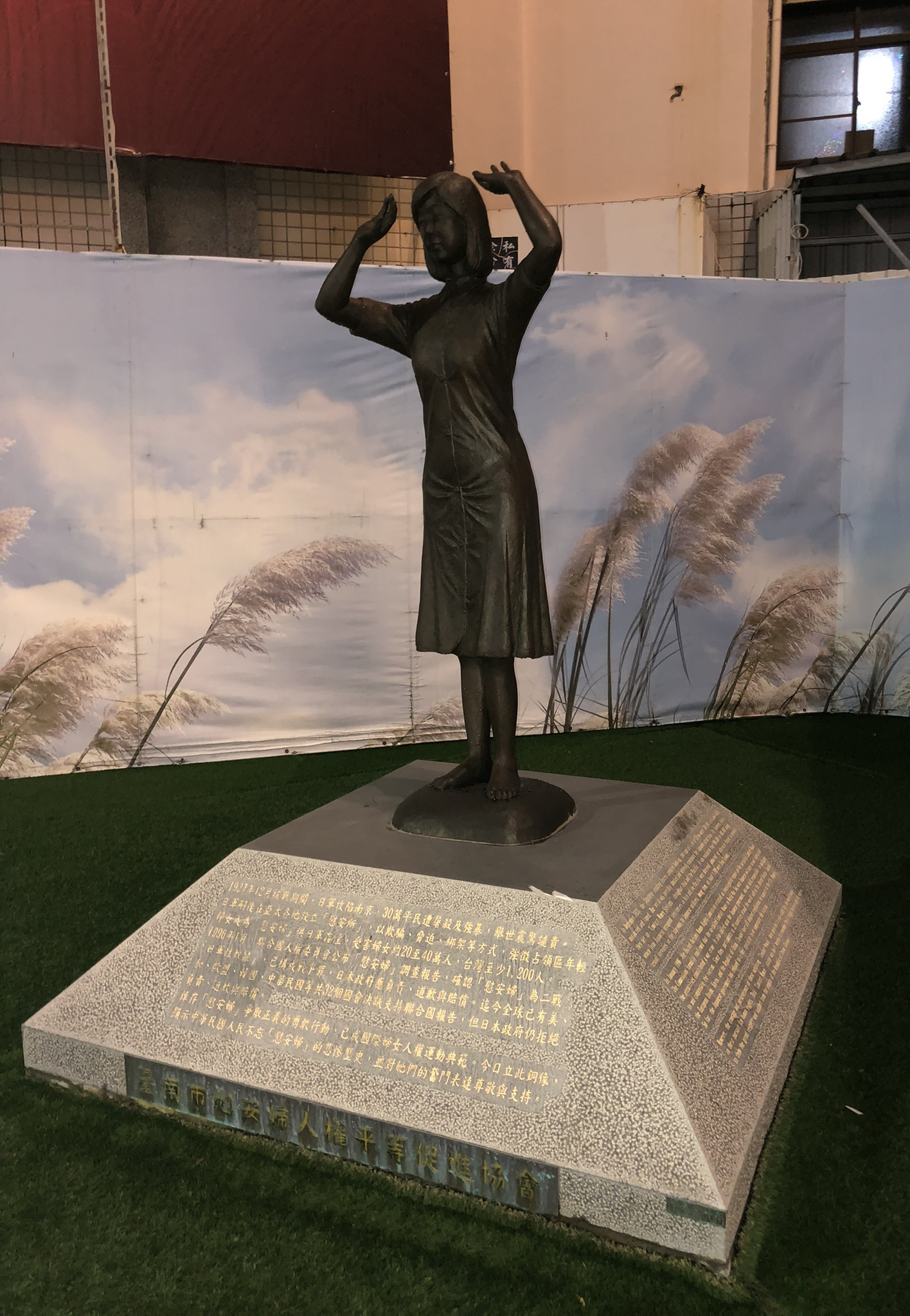
Pomnik „pocieszycielek” w Tainanie

„Pocieszycielki” upamiętniono w wielu państwach, za pomocą pomników, tablic, ogrodów itp.
Poza Koreą Południową największa liczba pomników upamiętniających „pocieszycielki” znajduje się w USA. Do marca 2020 roku odsłonięto ich tam piętnaście. Większość powstała staraniem Amerykanów pochodzenia koreańskiego. Pierwszy odsłonięto w 2010 roku w Palisades Park w stanie New Jersey. Dwa lata później miasto odwiedziło czworo przedstawicieli japońskiego parlamentu, bezskutecznie żądając demontażu pomnika. Petycja z żądaniem jego likwidacji trafiła nawet do Białego Domu. Gdy w 2017 roku w San Francisco odsłonięto pomnik upamiętniający „pocieszycielki”, japońska Osaka zerwała porozumienie o partnerstwie z tym miastem.
Pierwsze muzeum upamiętniające chińskie ianfu zostało otwarte we wrześniu 2010 roku w powiecie Longling w prowincji Junnan. W grudniu 2015 roku muzeum poświęcone tej samej tematyce otwarto w Nankinie.
W grudniu 2016 roku z inicjatywy Taipei Women’s Rescue Foundation muzeum upamiętniające tajwańskie „pocieszycielki” (Ama Museum) zostało otwarte w Tajpej.
W grudniu 2017 roku na bulwarze Roxas w Manili odsłonięto pomnik upamiętniający filipińskie ianfu. Po czterech miesiącach został jednak usunięty – oficjalnie z powodu modernizacji bulwaru, a nieoficjalnie na skutek japońskich nacisków. Podobny los spotkał pomnik postawiony w mieście San Pedro.
W 2017 roku, z inicjatywy miejscowych aktywistów, trzy rzeźby przedstawiające ianfu z Korei i Chin odsłonięto nieopodal budynku japońskiego konsulatu w Hongkongu. W 2021 roku zostały one usunięte na żądanie władz Specjalnego Regionu Administracyjnego Hongkong.
14 maja 2018 roku w Tainanie został odsłonięty pierwszy na Tajwanie pomnik pamięci kobiet-pocieszycielek. Rzeźba powstała z inicjatywy Tainan Association for Comfort Women’s Rights, bez udziału władz Republiki Chińskiej, aczkolwiek w odsłonięciu uczestniczył były prezydent Ma Ying-jeou. Uroczystość spotkała się z negatywną reakcją Yoshihide Sugi, ówczesnego głównego sekretarza gabinetu premiera Japonii; w odpowiedzi tajwańskie ministerstwo spraw zagranicznych wyraziło pełne wsparcie dla kobiet-pocieszycielek.
14 sierpnia, dzień w którym Kim Hak-sun po raz pierwszy opowiedziała o swoich przeżyciach, jest od 2018 roku obchodzony w Korei Południowej jako dzień pamięci o „kobietach do towarzystwa”.

## Odniesienia w kulturze popularnej i sztuce

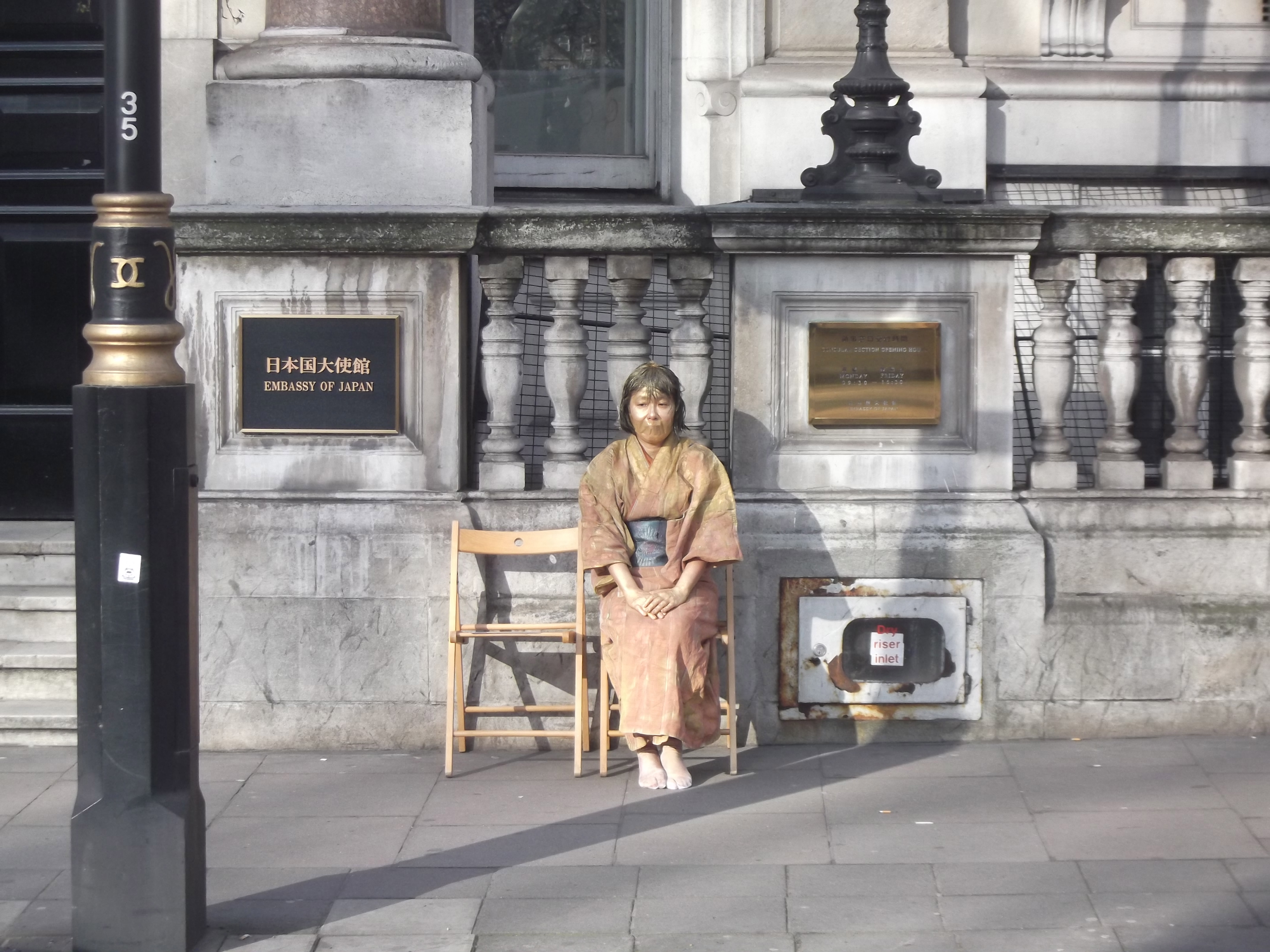
Performance w wykonaniu Yoshiko Shimada

Spośród powieści dotykających historii „pocieszycielek” wymienić można:
- Emi Irŭm ŭn Chōsen Ppi Yŏtta autorstwa Yun Chŏng-mo (1982)[432];
- War and Love autorstwa Tanga Te-Kanga (1988)[433];
- A Gift of the Emperor autorstwa Theresy Park(inne języki) (1997)[434];
- Comfort Woman autorstwa Nory Okja Keller(inne języki) (1997)[435];
- A Gesture Life(inne języki) autorstwa Chang-Rae Lee(inne języki) (1999)[436];
- Les Orchidées rouges de Shanghai autorstwa Juliette Morillot (2001)[437];
- The Book of Dead Birds autorstwa Gayle Brandeis (2003)[437];
- Daughters of the Dragon: A Comfort Woman’s Story autorstwa Williama Andrewsa (2014)[437];
- White Chrysanthemum(inne języki) autorstwa Mary Lynn Bracht (2018)[437];
- How We Disappeared(inne języki) autorstwa Jing-Jing Lee(inne języki) (2019)[438].

Historię koreańskiej „pocieszycielki” opowiada powieść graficzna Grass autorstwa Keum Suk Gendry-Kim (2019).
Z kolei spośród filmów fabularnych i seriali, w których ukazano „pocieszycielki”, wymienić można:
- japoński dramat Akai Tenshi(inne języki) z 1966 roku (tytuł pol. Czerwony anioł, reż. Yasuzō Masumura(inne języki))[439];
- południowokoreański serial Yeomyeong-ui nundongja z 1991 roku[440];
- chiński dramat historyczny Nánjīng! Nánjīng! Nanjing!/City of life and death(inne języki) z 2009 roku (tytuł pol. Miasto życia i śmierci, reż. Lu Chuan(inne języki))[441];
- południowokoreański dramat historyczny Nungil(inne języki) z 2015 roku (tytuł ang. Snowy Road, reż. Lee Na-jeong(inne języki))[442];
- południowokoreański dramat historyczny Gwi-hyang(inne języki) z 2016 roku (tytuł ang. Spirits' Homecoming, reż. Cho Jung-rae(inne języki))[443];
- południowokoreański komediodramat Ai Kaen Seupikeu(inne języki) z 2017 roku (tytuł ang. I Can Speak, reż. Kim Hyun-seok(inne języki))[444];
- południowokoreański dramat Heoseutori(inne języki) z 2018 roku (tytuł ang. Herstory, reż. Min Kyu-dong(inne języki))[445].

O koreańskiej „pocieszycielce” opowiada musical Comfort Women: A New Musical z 2015 roku, którego scenarzystą i reżyserem jest Dimo Hyun Jun Kim.
Życie „pocieszycielek” ukazują obrazy autorstwa Kim Sun-dŏk, Kim Bok-dong i Kang Tŏk-kyŏng. Ich autorki są ocalałymi ianfu koreańskiego pochodzenia.
Do tragedii „pocieszycielek” wielokrotnie nawiązywała w swej twórczości japońska graficzka i performerka Yoshiko Shimada.